# Temple du Peuple
Vous lisez un « article de qualité » labellisé en 2019.
Le Temple du Peuple (Peoples Temple) est une secte fondée par Jim Jones en 1955, à Indianapolis, aux États-Unis. La secte adhère en 1960 à la fédération d'Églises protestantes des Disciples du Christ, bien que Jones critique de plus en plus ouvertement le christianisme, rendant l'orientation de l'église plus politique que religieuse. Elle s'installe ensuite en Californie, d'abord à Ukiah puis à San Francisco. Dans chaque ville, Jones recrute des populations différentes : d'abord des familles majoritairement blanches, puis des étudiants blancs utopistes et ayant reçu une instruction poussée, enfin un grand nombre d'habitants noirs de milieux défavorisés, dont beaucoup anciennement dépendants à l'héroïne et ayant été traités dans le centre de désintoxication dirigé par le Temple du Peuple. La secte revendique également une inspiration communiste et antiraciste.
En 1974, le Temple du Peuple achète des terres au Guyana : elles servent de lieu d’établissement d'une communauté agricole appelée Jonestown. Le 1er août 1977, Jim Jones y déménage avec l'ensemble de sa congrégation pour fuir une couverture médiatique de plus en plus négative, qui se concentre sur les abus physiques et moraux subis par ses fidèles. Jones alimente une théorie du complot visant à faire croire aux fidèles que la CIA persécute la secte et arrêtera toute personne qui voudrait la quitter, et que les articles de presse sont commandités par les chrétiens américains racistes.
Le 18 novembre 1978, un membre du Congrès américain, Leo Ryan, vient à Jonestown pour enquêter sur la secte après avoir reçu plusieurs plaintes de la part de déserteurs et de proches de fidèles. Il est assassiné lors d'une fusillade à l'aéroport de Port Kaituma, alors qu'il quitte le camp ; trois journalistes et une défectrice meurent aussi dans l'embuscade. Le soir même, Jim Jones force le suicide collectif d'environ 910 fidèles sur place, majoritairement par empoisonnement au cyanure de potassium, avant d'être abattu par balle, probablement à sa demande. On compte une vingtaine de survivants à Jonestown. Les morts sont moins nombreux en dehors de Jonestown : une femme tue ses enfants puis se suicide à Georgetown, capitale du Guyana, et on ne compte aucun mort à l'antenne de San Francisco grâce à l'intervention téléphonique de Stephan Jones, un fils du gourou[réf. nécessaire]..
L'événement constitue la plus grande perte de civils américains en une seule fois jusqu'aux attentats du 11 septembre 2001. Le massacre de Jonestown donne lieu à de nombreuses références dans la culture populaire et fait naître une expression : « Don't drink the Kool-Aid », qui fait référence au poison mélangé à de la limonade, et signifie : « Quoi qu'on vous raconte, ne soyez pas trop naïf. » Il est aussi sujet à de nombreuses théories du complot, nourries par le peu d'informations disponibles sur l'histoire du Temple.

## Genèse du Temple du Peuple

### Débuts religieux de Jim Jones

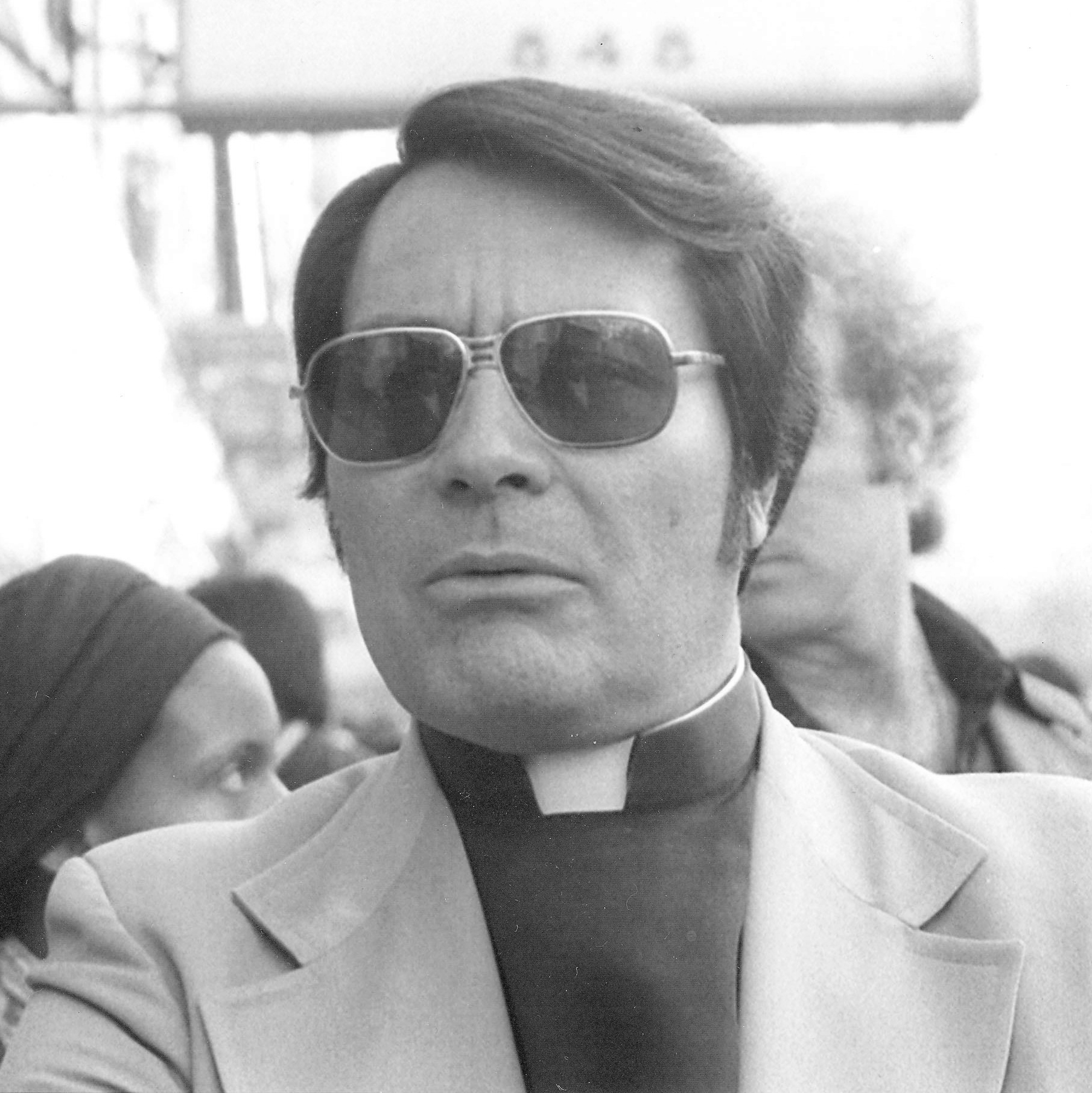
Jim Jones en 1977.

Jim Jones, de son vrai nom James Warren Jones, fils de James Thurman Jones et Lynetta Putnam, naît le 13 mai 1931 à Lynn, dans l'Indiana. Il grandit dans un milieu très pauvre et rural. À l'âge de dix ans, il rejoint le Gospel Tabernacle, une église pentecôtiste du mouvement charismatique.
Préadolescent, Jones prêche auprès des autres enfants de son âge. Ses « sermons », qui durent une à deux heures, mêlent questions religieuses, leçons de vie et lecture de ses manuels d'école. À 15 ans, il se met à l'évangélisation de rue, mais rencontre peu de succès, notamment à cause de la mauvaise réputation de ses parents dans son village natal.
Jim Jones prend alors l'habitude de voyager vers Richmond en auto-stop. Il travaille à temps partiel dans le service administratif d'un hôpital et fait de l'évangélisation de rue le reste du temps, le tout en plus de ses cours. Afin de tenir ce rythme, il dort très peu, une habitude qui le caractérise tout au long de sa vie. La population de Richmond est composée d'environ 20 % d'Afro-Américains, alors qu'à Lynn, on ne compte presque aucun Noir : Jones commence alors à mélanger des notions de justice sociale à ses sermons de rue.
Quand Jim Jones arrive à l'âge adulte, il continue à travailler à l'administration de l'hôpital. À 19 ans, il épouse l'infirmière Marceline Baldwin. Les premières années du couple sont très difficiles, car Jones s'intéresse au communisme et abandonne toutes ses convictions religieuses, ce qui révolte sa femme. Il va jusqu'à tenter d'interdire à sa femme de prier, déclarant à ce propos : « Ma femme ne s'agenouillera pas devant un Dieu imaginaire. »

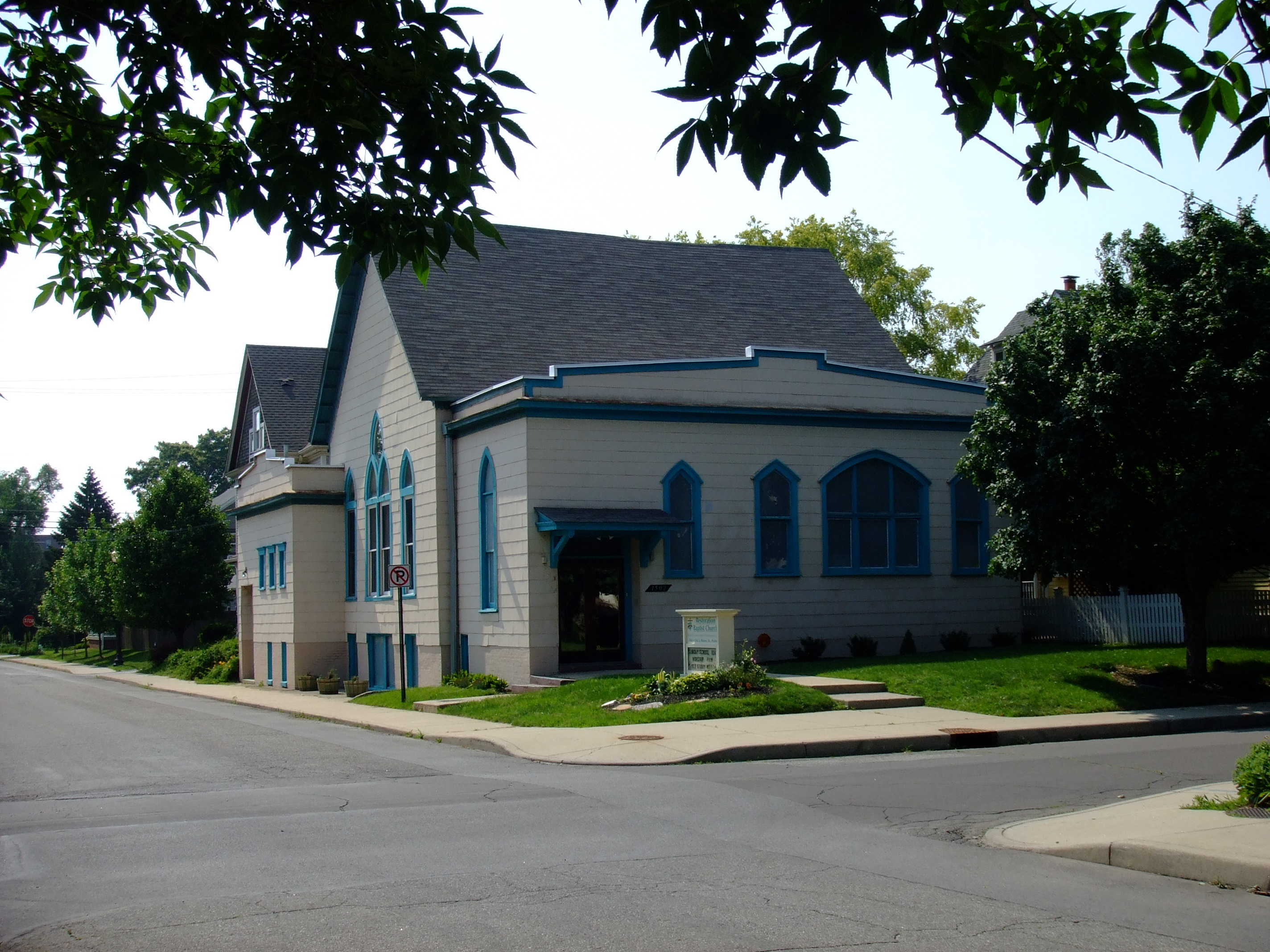
La première église dans laquelle Jim Jones officie.

En 1950, Jones découvre l'Église méthodiste, plus engagée socialement que les autres courants protestants de la région : il recouvre la foi et son couple retrouve une vie agréable. L'année suivante, il est brièvement affilié au Communist Party USA. En avril 1952, il décide brusquement de devenir pasteur. En juin, il commence un stage religieux à la Somerset Methodist Church, qui se situe dans un quartier blanc défavorisé d'Indianapolis,,.
En 1953, Jim Jones se convertit à nouveau, passant cette fois du méthodisme au pentecôtisme. Le côté spectaculaire du pentecôtisme l'attire davantage, par exemple les actes de guérisons miraculeuses. De plus, ce courant est historiquement plus populaire et plus ouvert à l'intégration raciale. Jones s'en inspire pour modifier ses sermons ; il commence à effectuer des guérisons de ce type. Plusieurs décennies plus tard, Edith Parks, une de ses premières fidèles, témoigne : « J'avais un cancer qui avait métastasé et le médecin m'a dit qu'il ne me restait que quelques mois à vivre. Mais je devenais de plus en plus forte ».

### De Community Unity au Temple du Peuple à Indianapolis
Jim Jones veut une Église unique qui rassemble les Blancs et les Noirs sans distinction. Dans l'Indiana des années 1950, le concept est difficile à appréhender, et il rencontre une forte opposition de la part des paroissiens et des autorités ecclésiales. En 1954, il est renvoyé de l'église pour ses propos intégrationnistes et décide donc de créer son propre mouvement religieux.
Jones loue un petit bâtiment dans un quartier non ségrégé et appelle son église Community Unity (« Union de la communauté »). Il finance cette activité en vendant des singes domestiques en porte-à-porte. Grâce à la localisation du bâtiment, l'église parvient à attirer quelques fidèles noirs. Des membres de l'administration locale lui proposent donc d'ouvrir une deuxième branche de son église dans un quartier noir de la ville, mais il refuse catégoriquement l'idée, de peur que les deux branches donnent lieu à une nouvelle ségrégation. Le 4 avril 1955, il fonde le successeur de Community Unity et le nomme Wings of Deliverance (« Ailes de la délivrance »), puis quasi immédiatement Peoples Temple Full Gospel (« Temple du peuple du plein évangile »),.
À ses débuts, le Temple du Peuple n'attire presque que des Blancs qui habitent le quartier. En 1956, l'église gagne en notoriété auprès des Afro-Américains d'Indianapolis quand Jones coorganise une convention religieuse avec William Marrion Branham, un prédicateur célèbre. Branham et Jones effectuent tous deux des guérisons miraculeuses. Jones attire alors l'attention d'Archie Ijames, qui deviendra plus tard son plus grand allié noir.
Jones commence à prôner le « communalisme religieux ». Il s'engage à subvenir aux besoins de tous ceux qui céderont leurs possessions matérielles au Temple du Peuple. Archie Ijames est son premier fidèle à abandonner son travail pour se consacrer au Temple à plein temps. Pour mettre en application ses idées communalistes, Jim Jones ouvre une maison de retraite en 1955. Sa femme et lui créent la Jim Lu Mar Company, un ensemble de maisons de retraite et de convalescence : ces lieux sont plus peuplés que la normale, mais le confort y est une priorité. Barton Hunter, représentant de l'Église chrétienne des Disciples du Christ, affirme qu'elles « ont longtemps été les meilleures de la ville ». Les employés sont des membres du Temple du Peuple ; au lieu de toucher un salaire, ils sont logés et nourris. L'entreprise ne versant pas de salaires, elle enregistre des profits, tandis que les fidèles sont coupés du monde extérieur sans même s'en rendre compte.
Jones organise des soupes populaires ainsi que différents programmes de soutien aux défavorisés comme un centre communautaire pour enfants, des classes d'alphabétisation et des dispensaires,. Les activités pour enfants sont un argument très convaincant pour les mères célibataires des quartiers défavorisés.
En octobre 1958, Jim et Marceline Jones adoptent deux orphelins de la guerre de Corée, Stephanie et Chioke, rebaptisé Lew. Le 11 mai 1959, Stephanie Jones meurt dans un accident de voiture. Le 1er juin 1959 naît le seul enfant biologique des Jones, Stephan Gandhi Jones. Presque en même temps, le couple adopte la petite sœur de Stephanie, Oboki, qui est rebaptisée Suzanne. Quelques mois plus tard, les Jones ajoutent un dernier enfant à la « famille arc-en-ciel » : Jim Warren Jones Junior, qui devient ainsi le premier enfant noir adopté par une famille blanche en Indiana.
Pendant l'été 1959, Jones fait la rencontre de Father Divine, gourou de la Peace Mission (« Mission pour la Paix »), qui lui propose de venir prêcher auprès de ses fidèles. Jones ne parvient à convertir que quelques vieilles femmes, mais il découvre à cette occasion l'organisation de la secte dont il s'inspirera plus tard. En particulier, la Peace Mission est propriétaire de nombreux logements et ses fidèles travaillent souvent sans salaire, donnant leur profit directement à leur église : Jones s'en inspirera par la suite.
En 1959, Jim Jones rencontre le pasteur Ross Case, qui veut l'intégration raciale de son église et demande les conseils du Temple du Peuple. L'église de Case est affiliée à l'Église chrétienne des Disciples du Christ, que le Temple du Peuple rejoint rapidement sur ses conseils. La congrégation apprécie l'action sociale du Temple du Peuple et est connue pour donner une large autonomie à ses églises membres, ce qui répond aux besoins de Jones. Il bénéficie dès lors d'une exemption d'impôts et d'une crédibilité accrue, les Disciples du Christ comptant plus de deux millions d'adhérents. Il appartient à chaque Église de décider de son rattachement à la congrégation : Jim Jones prévient donc les Disciples du Christ de sa nouvelle affiliation et rencontre rapidement des cadres de l'organisation, qui apprécient ses dons importants à l'association des églises locales.
Pour recruter de nouveaux membres, Jones met à contribution leurs amis convertis et embauche des détectives privés en complément. De cette façon, il fait passer pour des intuitions divines les informations qu'il possède sur eux. Par exemple, une femme rejoint le Temple du Peuple quand Jones révèle en public qu'elle est d'origine juive, alors que même sa propre fille l'ignore. La participation active des membres de l'Église à des œuvres caritatives est également un puissant outil de recrutement. Le Temple du Peuple ouvre un restaurant entièrement gratuit dans le sous-sol de son bâtiment le 24 février 1960 : le lieu se différencie des autres restaurants gratuits tenus par des églises en permettant à ses visiteurs de manger sans avoir à réciter le bénédicité. Il est rapidement très fréquenté, y compris par des personnes financièrement aisées qui choisissent d'échanger leur repas contre du bénévolat ou un don d'argent. Avec l'ensemble de ces initiatives, la congrégation parvient à environ un cinquième de personnes noires.
En février 1961, Jim Jones est le seul candidat au poste de directeur de la commission pour les droits de l'homme d'Indianapolis et élu par défaut. Historiquement, le rôle est celui d'un porte-parole sans pouvoir : Jones change profondément la nature du poste. Pendant ses premières semaines à la direction de la commission, il démarche personnellement trois restaurants différents pour les convaincre de cesser de discriminer contre les Noirs. Fatigué et stressé par ses emplois et par l'opposition qu'il rencontre, Jones développe un ulcère. Son médecin est noir, et le personnel de l'hôpital local en déduit qu'il l'est aussi et l'accueille dans l'aile qui leur est réservée. Il refuse alors catégoriquement de passer dans l'aile réservée aux Blancs. L'histoire rencontre un certain écho dans la presse et l'hôpital abandonne rapidement sa politique de ségrégation,,.
En parallèle, le Temple du Peuple s'éloigne du christianisme classique. Les sermons, qui peuvent durer plusieurs heures d'affilée, deviennent plus politiques que religieux. Jones affirme que la Bible se contredit et que les pasteurs volent l'argent de leurs fidèles. Il cite un verset de l'épître aux Romains : « Et comment y aura-t-il des prédicateurs, s'ils ne sont pas envoyés ? » Il déduit de ce verset qu'il est un prophète envoyé par Dieu. Il illustre sa nature divine en mentionnant très souvent les sacrifices qu'il fait pour les autres, faisant remarquer sa fragilité physique en parallèle. Ces propos lui font perdre beaucoup de fidèles qui préfèrent la religion traditionnelle, mais ceux qui restent sont d'autant plus loyaux au Temple,. Même dans un contexte religieux, Jones s'éloigne des prédications classiques : il pratique l'imposition des mains pour effectuer des guérisons miraculeuses, « extrayant » par exemple des tumeurs cancéreuses : la tumeur est en réalité un gésier de poulet que Jones cache dans sa manche et fait semblant de sortir de la bouche du malade. Il parle également de questions relevant plutôt de la vie privée. Il estime qu'avoir des enfants est un péché en raison de la surpopulation et ordonne à ses fidèles de se contenter d'adopter ; c'est pourtant à cette époque que Marceline tombe enceinte de Stephan. En 1961, il remet en cause la conception virginale du Christ, ce qui constitue un de ses premiers affronts directs au christianisme.

### À la recherche d'une nouvelle ville
À la fin de l'année 1960, Jim Jones se lasse de son public qu'il considère encore trop blanc. Il décide d'aller convertir des familles noires directement à Cuba et de les faire immigrer à Indianapolis : de cette façon, les nouvelles recrues sont déjà sensibilisées au communisme et partageront ses idéaux. Jones embarque donc pour Cuba avec l'objectif de ramener 40 familles noires, qu'il veut ensuite faire travailler dans les champs que le Temple du Peuple a achetés. Il parvient à recruter 15 familles, puis laisse un assistant embauché sur place trouver les 25 autres alors qu'il retourne à Indianapolis. Son assistant et les familles quittent le sol cubain du jour au lendemain une fois leur visa américain obtenu.
De retour à Indianapolis, Jim Jones est la cible de menaces et de harcèlement de la part d'habitants qui s'opposent à son engagement social. Il témoigne recevoir des lettres de haine et des menaces téléphoniques racistes. Marceline Jones reçoit plusieurs fois des crachats lorsqu'elle promène son fils adoptif Jimmy, qui est Noir. Afin de capitaliser sur la sympathie apportée par ces traitements, quand il manque d'opposants, Jim Jones prend l'habitude d'inviter des néonazis à débattre avec lui puis publie leurs lettres de refus, les accusant de ne pas être ouverts à la discussion. Si les menaces qu'il reçoit sont bien réelles, il est fort probable que leur nombre et leur nature aient été exagérés. Un couple en particulier, après avoir reçu plusieurs appels anonymes d'une personne qui souffle dans le combiné, appelle la police pour qu'elle fasse tracer l'appel suivant. Apprenant la nouvelle, Jones devient écarlate, dit « je ne ferais pas ça si j'étais vous », et le couple ne reçoit plus jamais d'appel suspect. Avec le stress, l'état de santé du pasteur se délite : il s'évanouit souvent et ne se réveille qu'après une injection — le plus souvent placebo — faite par sa femme.
En octobre 1961, Jim Jones annonce avoir eu une vision d'une double attaque à la bombe atomique visant Chicago et Indianapolis. Il décide de déménager son église entière loin des villes de sa vision, et part en voyage pour évaluer différentes alternatives. Ce voyage d'exploration suit, peut-être par coïncidence, une visite à l'hôpital lors de laquelle on lui a prescrit deux mois de vacances. Jones voyage effectivement pendant deux mois : lors de cette période, il fait un bref passage au Guyana et s'installe à Hawaï un certain temps. Sa famille le rejoint sur place, mais les coûts sont trop élevés et le lieu trop exposé en cas de conflit : le souvenir de l'attaque de Pearl Harbor reste vif. En décembre, les Jones reviennent à Indianapolis pendant quelques jours et Jim Jones démissionne de son poste à la commission des droits humains pour raisons de santé.
En janvier 1962, Jones lit un article du magazine Esquire intitulé « Nine places in the world to hide » (« Neuf endroits où se cacher dans le monde ») (en cas de conflit atomique). L'un de ces endroits est Belo Horizonte, au Brésil, qui devient sa nouvelle destination. Plusieurs familles de fidèles s'y installent avec les Jones ; les autorités brésiliennes leur donnent du fil à retordre pendant la crise des missiles de Cuba.
Depuis Indianapolis, Archie Ijames le prévient que des dissensions internes sont en train de se former,. En juin 1963, la congrégation revient en Indiana, sauf les Jones qui partent à Rio de Janeiro. Jim Jones exprime un besoin d'argent auprès du Temple du Peuple, au bord de la faillite, qui doit refuser la demande. Jusqu'à sa mort, Jones racontera s'être prostitué auprès de la femme d'un diplomate pendant trois nuits en échange de 5 000 $, dont il aurait ensuite fait don à un orphelinat. Si l'histoire est vraie, alors il n'en existe aucune preuve. Jones se lie d'amitié avec le révérend Malmin, un Américain installé au Brésil : il lui demande d'administrer le Temple du Peuple d'Indianapolis en son nom. Le révérend Winberg, jusque-là favori à la succession de Jones et soudain écarté du pouvoir, quitte le Temple du Peuple avec une trentaine de fidèles. Au retour des Jones début 1964, il reste à peine 75 à 100 membres du Temple du Peuple. Malmin quitte à son tour le Temple du Peuple après le retour de Jones.
L'article publié par Esquire sur les neuf endroits où échapper à une guerre nucléaire spécifie que la Californie du Nord, et plus exactement la ville d'Eureka, sont des endroits sûrs. Un fidèle part en Californie pour trouver des sites potentiellement accueillants, tandis que Jones commence à se comparer à Jésus et à se qualifier ouvertement de prophète. Son émission de radio est déprogrammée parce qu'il y contredit par trop les doctrines chrétiennes. Lors d'une conversation avec un de ses proches au sein du Temple, Jones justifie son emprise sur les fidèles en disant : « [Mon psychiatre] dit que je ne peux pas les libérer trop vite de leur dépendance, ou ils auront des séquelles psychologiques ». Rien ne laisse suggérer que Jones soit réellement suivi par un psychiatre à cette époque. Fin 1964, Jones visite la Californie.
Début 1965, la décision est prise : le Temple du Peuple s'installera en Californie. Pour accélérer le déménagement, Jones prophétise que la destruction nucléaire d'Indianapolis aura lieu le 15 juillet 1967,. Norman Ijames, fils d'Archie Ijames et pilote, explique devoir faire une escale à Ukiah, au sud d'Eureka, pour s'y rendre en avion. La ville se situe sur la limite sud de la zone de sécurité : pour simplifier les choses, le Temple du Peuple modifie ses plans et s'installe finalement à Ukiah. Cette petite ville bénéficie d'une économie dynamique : emplois publics liés aux nombreuses structures gouvernementales, commerce du bois, vignes et vergers pourront fournir du travail aux nouveaux arrivants. Il est possible que Jim Jones ait aussi vu l'opportunité que constitue la désinstitutionnalisation californienne : l'hôpital local manquant de lits, il sera facile d'importer le modèle de maisons de retraite et de convalescence qui a bien fonctionné à Indianapolis.
En juillet 1965, la famille Jones et environ 140 membres du Temple du Peuple déménagent à Ukiah. La même année, Jones commence à interrompre ses sermons le temps de prendre des antalgiques, dont il semble ne plus pouvoir se passer.

### Le Temple du Peuple à Ukiah

Le logo du Temple du Peuple.

Ukiah accueille chaleureusement le Temple du Peuple. Une journaliste locale publie un article intitulé Ukiah Welcomes New Citizens to Community (« Ukiah souhaite la bienvenue à ses nouveaux citoyens ») dans l'Ukiah Daily Journal. L'église développe une bonne réputation au sein de la communauté locale. Jim Jones n'est pourtant pas satisfait : Ukiah est presque intégralement blanche.
Le Temple du Peuple a besoin d'argent. Marceline Jones recommence à travailler à l'hôpital, qui devient rapidement un vivier d'emplois pour les fidèles. De son côté, Jim Jones donne des cours à temps partiel. À l'automne 1966, il anime un cours du soir pour adultes. Comme il encourage tous ses fidèles à obtenir leur diplôme General Educational Development, le cours est toujours bondé. Or, les étudiants n'appartenant pas au Temple n'apprécient pas tous ces cours, et s'en plaignent à l'administration. Les propos tenus par Jones contiennent des critiques virulentes du gouvernement et une apologie du communisme, des conseils de masturbation pour les personnes abstinentes, ou encore l'affirmation que les catholiques s'opposent seulement à l'avortement parce qu'ils veulent être assez nombreux pour dominer le monde. Loin de se modérer après ces plaintes, Jones installe des guetteurs dans les couloirs de l'établissement. Sachant exactement quand il n'est pas écouté, il se met à donner des cours encore plus ouvertement marxistes. En public, il affirme que pour éviter toute accusation de prosélytisme, il interdira à ses étudiants de rejoindre le Temple du Peuple. En réalité, une dizaine d'élèves rejoignent les rangs de l'église.
Les enfants du Temple du Peuple aiment beaucoup jouer au football américain dans le hameau voisin de Redwood Valley ; les fidèles en profitent pour y construire une grande piscine. Devant le succès du projet, l'église entière est finalement construite autour de cette piscine. Le bâtiment terminé est assez grand pour accueillir la population entière du village : grâce à une campagne de recrutement de grande envergure, il est très rapidement plein à chaque culte. Il est inauguré le 2 février 1969.
Le Temple du Peuple recrute entre autres par le biais d'une lettre d'information, qui ne traite que de religion et jamais de politique pour ne pas fournir de preuves en cas d'enquête maccarthyste. Le bulletin est envoyé aux membres de la congrégation et aux personnes que le Temple espère attirer. Il passe de 1 500 destinataires début 1970 à plus de 36 000 destinataires fin 1971. Jones achète de nombreux créneaux publicitaires pour retransmettre ses sermons à la radio. L'activisme des fidèles est également très important : Jones envoie des cars entiers de fidèles à Los Angeles un week-end sur deux, ainsi que dans des grandes villes partout dans le pays. Pendant cette période, le Temple du Peuple recrute énormément de jeunes Blancs diplômés qui partagent ses valeurs. Les rédacteurs du bulletin et les accompagnateurs lors des événements sont systématiquement des jeunes Blancs éduqués, tandis que la majorité noire venue de quartiers pauvres reste cachée dans les interventions publiques. Le Temple crée ensuite le magazine The Living World: an apostolic monthly (« Le Monde Vivant : un mensuel apostolique »), qui ne parle pas de religion mais seulement de santé et de bien-être. En parallèle, Jones s'engage au sein de la National Association for the Advancement of Colored People (NAACP) et est élu, majoritairement par ses fidèles, au conseil d'administration de l'association.
Les partenariats sont également au cœur de la stratégie de recrutement du Temple. Avec la Golden Rule Church, l'association est rapidement interrompue, les pasteurs accusant Jones de se rallier leurs fidèles. De la même façon, le Temple du Peuple effectue un « échange cultuel » avec une église noire de San Francisco après l'assassinat de Martin Luther King et revient avec 150 à 200 fidèles supplémentaires. En 1971, une tentative similaire de s'approprier les fidèles de Father Divine en profitant de son décès se solde par un échec cuisant. À ses fidèles, Jones justifie l'échec en racontant que Mother Divine les a renvoyés après qu'il a refusé ses avances. Pour faciliter la transition de la douzaine de vieilles femmes ramenées à Ukiah, Jones commence à se faire appeler Father (« Père »), et Marceline Mother (« mère »).
Afin d'éviter l'infiltration de « faux fidèles », la secte met en place un parcours de dix cassettes à écouter avant de devenir membre. La première récapitule les contradictions de la Bible, la deuxième se concentre sur le communisme. Après avoir écouté ces deux premières cassettes, les personnes toujours intéressées sont invitées aux rencontres du samedi, où elles écoutent les autres enregistrements avant de devenir membres.
Jones affirme être la réincarnation de Moïse et de Lénine, et insiste souvent sur le fait que les personnes qui ne donnent pas tous leurs biens et toute leur énergie au Temple du Peuple seront réincarnées en une créature inférieure, comme une amibe. Pour ne pas braquer les personnes extérieures à l'église avec ces allégations de sa nature divine, il demande à ses fidèles de se contenter de le qualifier de prophète lorsqu'ils sont en public. Le 13 décembre 1973, Jones est arrêté pour exhibitionnisme après s'être masturbé dans un cinéma devant un officier de police en civil. Après cet événement, il mentionne très souvent l'homosexualité dans ses sermons. Il commence à affirmer que tous les hommes sont, par nature, homosexuels — sauf lui-même. Il ajoute qu'il a des rapports homosexuels uniquement par empathie avec les autres hommes. Le campement se militarise : il est entouré de barbelés et patrouillé par des gardes armés afin d'éviter l'invasion d'un ennemi probablement imaginaire, parfois nommé comme étant la CIA.
Des habitants des environs remarquent des détails de plus en plus perturbants. Le Temple du Peuple est propriétaire de maisons de soins psychiatriques. Dennis Denny, chef des services sociaux du comté d'Ukiah, entend dire que les patients sont obligés de participer aux cultes de la secte. Il voit un enfant portant les marques de coups de martinet. Une patiente d'une maison de retraite du Temple affirme qu'on lui a saisi les 30 $ qui lui reviennent, en raison d'un comportement jugé agressif. Une institutrice s'inquiète quand une de ses élèves lui demande d'augmenter sa note à un contrôle d'anglais pour lui éviter des coups de fouet devant toute la congrégation. Les Disciples du Christ n'enquêtent jamais sur leurs églises membres et n'ont aucune procédure pour identifier des abus potentiels. De plus, le Temple du Peuple est très apprécié pour ses nombreuses actions humanitaires. Enfin, il leur envoie des dons importants, qui découragent toute volonté d'enquête.
Jones commence à prendre des amphétamines et des tranquillisants de plus en plus souvent, devenant rapidement dépendant de plusieurs substances,. Conséquence de son addiction, son comportement devient plus lunatique et il est sujet à de violentes sautes d'humeur. Comme il est déjà connu pour son irascibilité, ses fidèles ne suspectent rien. Le deuxième effet secondaire notable des médicaments est le fait que ses yeux deviennent rouges et humides : il prend l'habitude de porter des lunettes de soleil en permanence. Parfois, il justifie le port des lunettes en expliquant que son pouvoir est si puissant qu'il pourrait brûler ses fidèles s'ils le regardaient dans les yeux par inadvertance.
Jones utilise le communalisme pour construire une structure financière solide. La loyauté des fidèles est mesurée par leur volonté d'échanger leur emploi et leur maison contre un travail au sein du Temple et un hébergement partagé, dont des maisons appelées « communes ». Il insiste sur le fait que chacun doit donner dans la mesure de ses moyens, tout en demandant constamment des dons à l'ensemble de la congrégation sans distinction de revenus. D'autres critères servent à mesurer et à encourager la fidélité des membres du Temple. Parmi eux, on compte en particulier le fait de dormir le moins possible. Cela est censé témoigner d'un travail acharné et de volonté d'aider l'église, ainsi que d'un outil classique des gourous de secte, qui règnent facilement sur une congrégation trop fatiguée pour faire preuve d'esprit critique.
Au sein de la famille Jones, les relations se délitent. Jim et Marceline font chambre à part, Stephan se bat souvent avec son frère Jimmy. Jimmy est jaloux de son aîné car il est le seul fils biologique des Jones, tandis que les fidèles du Temple du Peuple le trouvent plus gentil que Stephan, ce qui explique le ressentiment de ce dernier. Carolyn Layton garde très souvent les enfants, et entame une relation amoureuse avec Jones à partir du début des années 1970. Il tente de se débarrasser de sa femme en demandant son internement pour dépression. Marceline décide alors de s'enfuir, mais un des enfants la dénonce, croyant qu'elle cherche à tester sa loyauté. Stephan se range ouvertement du côté de sa mère, tandis que son père se vante de ses activités extra-conjugales pendant ses sermons. Au grand dam de leur père, l'ensemble de la fratrie aime beaucoup plus Marceline que Carolyn.
En août 1974, Carolyn Layton disparaît : elle revient six mois plus tard avec un bébé, Kimo. Jim Jones raconte qu'elle est allée au Mexique pour y acheter les pièces d'une bombe atomique dont la possession forcerait la CIA à laisser le Temple tranquille. Alors qu'il ne lui manquait que le détonateur, elle a été enlevée et torturée par les autorités mexicaines. Toujours selon Jones, l'enfant ramené avec elle est celui d'une lointaine cousine. En réalité, Carolyn Layton passe toute sa grossesse chez ses parents, à Berkeley, et Jim Jones lui rend régulièrement visite, sans cacher à ses beaux-parents qu'il est le père de Kimo.
Pour fuir les premiers soupçons de la population locale sur les abus du Temple du Peuple et par manque d'espace, Jones décide de déménager le Temple à San Francisco avec une antenne annexe à Los Angeles.

## L'âge d'or: le Temple du Peuple à San Francisco

### Le Temple du Peuple et la politique

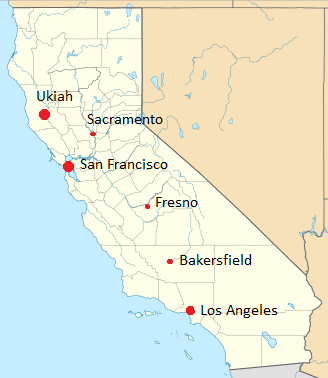
Quelques localisations du Temple du Peuple en Californie.

Les deux branches du Temple du Peuple ont des objectifs différents. À San Francisco, Jones veut se rapprocher du pouvoir politique. À Los Angeles, il attire les nouveaux fidèles pauvres et les dons des populations aisées qui voient son engagement caritatif. Le dimanche matin, un autobus du Temple fait le tour des ghettos noirs pour que les habitants puissent se rendre à l'église en toute sécurité. Cela fait du Temple du Peuple le choix par excellence des quartiers les plus dangereux, où marcher dans la rue équivaut à risquer sa vie. Pour les personnes qui se rendent aux services, l'organisation propose un accompagnement légal, administratif et médical toujours gratuit,. En plus de cela, Jim Jones parlemente en personne avec les juges quand un membre de la famille d'un fidèle a des problèmes avec la justice, un cas très commun dans les quartiers difficiles de Los Angeles depuis les émeutes de Watts de 1965. Il obtient souvent le remplacement des peines de prison par du travail bénévole sous surveillance au sein du Temple. Marceline Jones, fidèle au Temple mais tenue à l'écart de sa famille, officie à Los Angeles quand son mari est à San Francisco et vice-versa. Toutes les deux semaines, les membres adultes de la congrégation partent faire de l'évangélisation de rue dans les ghettos de San Francisco. Les actions caritatives du Temple du Peuple lui valent de nombreux soutiens, dont la militante des droits de l'homme Angela Davis, le cofondateur du Black Panther Party Huey P. Newton et la féministe et militante Jane Fonda.
Le pouvoir politique du Temple du Peuple augmente. Le mouvement a la possibilité de dépêcher 2 000 personnes à n'importe quel événement politique en moins de six heures et joue un rôle important dans l'élection de George Moscone à la mairie de San Francisco selon la presse et les personnalités politiques de l'époque,. Il s'avère plus tard que seulement quelques centaines de fidèles ont voté, alors que Moscone avait environ 4 000 voix d'avance.
En mars 1976, Moscone prévoit de donner la direction du Human Rights Committee (« Comité des droits humains ») à Jones pour le remercier de son soutien. Ce dernier refuse la proposition, considérant que le nouveau poste est trop similaire à celui qu'il occupait quinze ans plus tôt. Le 18 octobre 1976, Jones est nommé membre de la Commission des logements publics de la ville, une position qui le satisfait beaucoup plus. Il en prend rapidement la tête.
Après avoir obtenu ces fonctions politiques, il entretient une correspondance avec Rosalynn Carter, la femme du futur président Jimmy Carter,. Il prend l'habitude de conduire plusieurs cars de fidèles à des meetings politiques et à des élections pour soutenir ses candidats préférés. Le Temple du Peuple est une association non lucrative, qui ne paie donc pas d'impôts, et ne doit en théorie pas s'impliquer en politique. Il reste donc discret, faisant croire qu'il coordonne simplement les déplacements. Pour envoyer des lettres anonymes faisant l'éloge du Temple aux personnalités politiques, un « comité de diversion » est créé.
Jones effectue des dons pour la protection du Premier amendement de la Constitution des États-Unis qui assure la liberté de la presse dans le pays,. Ces dons, envoyés à douze organismes de presse différents, s'élèvent à 4 400 dollars au total et sont l'objet d'une couverture médiatique positive. En 1976, le Temple du Peuple lance un nouveau magazine, le Peoples Forum (« Forum du Peuple »), dans lequel il dissèque l'actualité et raconte les exploits de Jim Jones. À la fin de l'année, le document est passé de quatre pages à la taille d'un tabloïd classique.

### Abus éthiques et premiers doutes de la presse

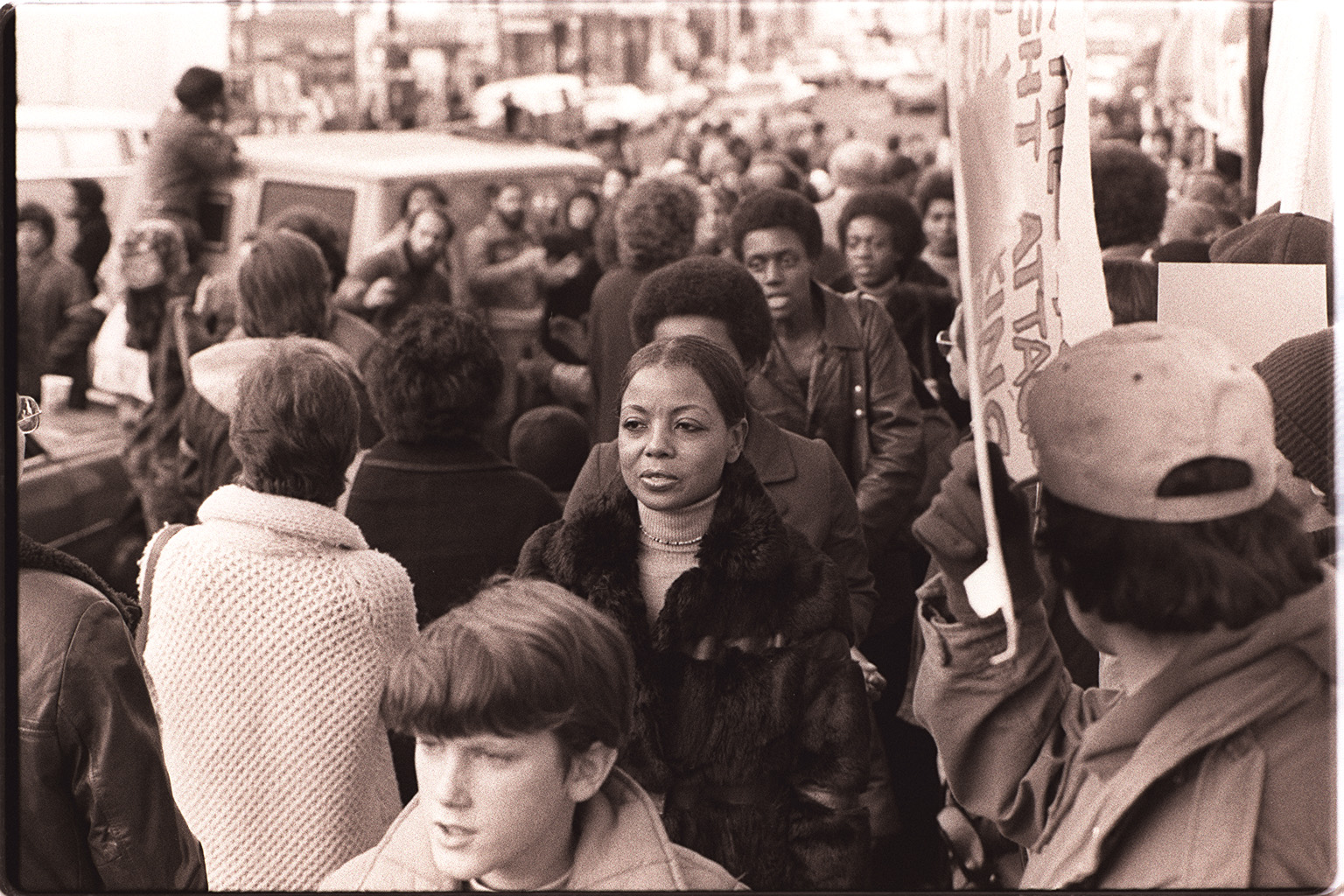
Des membres du Temple du Peuple à une manifestation pour sauver l'en à San Francisco en janvier 1977.

Le statut de Jim Jones au sein de la secte change ; il se fait désormais appeler Dad (« Papa ») par ses fidèles plutôt que Father (« Père »), dans une volonté assumée de remplacer leurs familles et d'avoir le pouvoir absolu sur sa communauté. Il assure sa domination sur la secte notamment par la possession de tous ses biens matériels. Cette domination est également physique : il soumet certains jeunes hommes à des rapports sexuels, consentis ou non, affirmant que chaque écart de conduite est dû à des pulsions homosexuelles refoulées et qu'il les aide donc à réaliser leur plein potentiel.
Jones réserve des sévices corporels ou des humiliations publiques aux fidèles qui ne respectent pas ses règles. Le mercredi soir, il organise des « réunions de catharsis » où chacun doit confesser ses fautes et recevoir la punition qui convient. Pendant les premières années, il s'agit plutôt de confessions permettant des critiques constructives et vues comme une expérience positive par les fidèles. Avec le temps, la personne qui se confesse commence à subir des sanctions physiques : elle peut par exemple recevoir des coups de planche en bois ou de tuyau d'arrosage, ou être forcée à prendre part à un match de boxe entre personnes sanctionnées. Ces réunions deviennent de plus en plus violentes au cours des années 1970.
Jim Jones établit une « Planning Commission », sorte de garde d'élite du Temple. La Planning Commission comprend 37 membres en 1973, mais arrive rapidement à une centaine de personnes : presque intégralement blanche et composée en grande partie de jeunes femmes, elle comprend tous les fidèles haut gradés au sein du Temple, ainsi que des personnes dont Jones se méfie et qu'il veut surveiller de près. Tous les membres de la secte doivent enfin signer des confessions écrites où ils affirment avoir violé un enfant, prévu de tuer le Président, ou commis tout autre crime passible d'une lourde peine. La Planning Commission menace de publier les lettres écrites par les personnes quittant la secte. Ils doivent aussi signer des feuilles vierges au cas où le Temple voudrait créer d'autres documents. Un jour, Deanna Mertle doit écrire : « s'il vous plaît, gardez Daphene et Eddie [ses filles] loin de moi. Je n'arrive pas à arrêter de les battre malgré toutes mes prières, ne cédez pas, c'est pour leur bien » ; de cette façon, Jones s'assure qu'elle sera séparée de ses enfants si elle s'enfuit.
Si Jim Jones remet en cause la religion et la Bible dès 1963, c'est à San Francisco qu'il se permet le plus de critiques. Il publie un livret de vingt-quatre pages intitulé The Letter Killeth (« La lettre tue »), qui souligne toutes les incohérences et les erreurs de la Bible une par une. Le livret est divisé en sections : une section, par exemple, parle de l'esclavage, une autre des « atrocités » racontées. C'est aussi à cette période qu'il commence à faire preuve d'autorité sur des sujets de vie personnelle qui n'avaient jusque-là que peu d'intérêt pour lui.
En 1972, Lester Kinsolving, éditeur au San Francisco Examiner et ancien prêtre épiscopal, rédige une série d'articles à charge contre le Temple du Peuple. Le premier article sort le 17 septembre 1972, le second paraît le lendemain, le troisième encore le jour suivant. Ce troisième article affirme que Tim Stoen ne devrait pas être si haut placé dans les institutions publiques locales et qu'il officie en tant que pasteur sans en avoir la permission de l'État. Jones envoie 150 fidèles du Temple du Peuple manifester devant les bureaux du San Francisco Examiner,. Un journaliste est harcelé par téléphone, au point de devoir se cacher trois jours dans un hôtel avec sa famille. Sur huit articles rédigés, Kinsolving n'en publie finalement que quatre, les autres présentant un risque de diffamation trop important d'après son journal.
L'année suivante, huit étudiants qui se surnomment les « Huit Révolutionnaires » s'enfuient avec un camion et des armes à feu en direction du Canada. Ils se ravisent et s'arrêtent à Spokane, où ils écrivent un manifeste dénonçant les divers abus du Temple. Ils concluent : « Where is the black leadership, where is the black staff and black attitude? … Black people are being tapped [in the Temple] for money and nothing else. » (« Où est le leadership noir, où sont le staff noir et l'attitude noire ? … Les Noirs sont [pour le Temple] une source d'argent et rien d'autre. ») Leur longue lettre ne critique pas Jones lui-même, qu'ils qualifient de meilleur socialiste et dirigeant que la Terre ait jamais vu, mais la Planning Commission, qu'ils jugent raciste et assoiffée de pouvoir. Jones rejette le manifeste en disant à ses fidèles que les Huit Révolutionnaires sont des extrémistes trotskistes qui ont décidé de fabriquer des bombes artisanales. Selon ses versions, les bombes sont fabriquées pour détruire un barrage ou des centres d'affaires. Jones explique donc qu'ils ne méritent pas le pardon divin dont bénéficiera le Temple du Peuple.
En 1975, le Temple du Peuple, qui fait suivre Lester Kinsolving depuis plusieurs années, l'attaque en justice pour diffamation. La secte saisit aussi l'Union américaine pour les libertés civiles (ACLU), Kinsolving ayant été renvoyé des conférences de presse du Congrès américain parce qu'il a soutenu le gouvernement sud-africain pro-apartheid en échange d'argent. Le Temple du Peuple prend enfin une tournure pleinement politique, délaissant complètement la religion pour soutenir la Nouvelle gauche face au parti communiste des États-Unis d'Amérique. Jones s'appuie beaucoup sur le soutien de populations historiquement persécutées, dont les Noirs en tout premier lieu. D'autres minorités sont visées : en décembre 1976, Mike Prokes rencontre l'American Jewish Committee pour discuter de la résurgence de la propagande néonazie à San Francisco. L'église organise également le boycott d'Anita Bryant lorsque cette dernière tient publiquement des propos homophobes. À Los Angeles, le temple conclut une alliance avec les Black Muslims : en mai 1976, les associations organisent une rencontre de dirigeants noirs, de communistes et de blancs progressistes.
Au Nouvel An de l'année 1976, Jones invite les membres de la Planning Commission, soit une centaine de personnes, à boire une coupe de vin. Il s'agit d'une rare entorse à la règle de la secte, selon laquelle l'alcool et les drogues sont strictement interdits. Une fois la boisson bue, il révèle que la boisson a été mélangée à du poison. Après près d'une heure d'attente et sans avoir reçu d'opposition, il révèle qu'il ne s'agissait que d'un test de loyauté. Il s'agit du premier acte concret allant dans le sens de ses sermons sur le suicide révolutionnaire, une idée inspirée des écrits de Huey Newton.
En 1976, Stephan Jones fait une deuxième tentative de suicide, et Marceline Jones est autorisée à venir vivre à San Francisco pour s'occuper de lui. Jim Jones tente toujours de se débarrasser de sa femme afin de laisser la place à Carolyn Layton : il annonce à Marceline qu'il partira avec les enfants, mais sans elle, au Guyana. Elle demande à consulter un psychiatre, et Jones raconte à sa belle-mère que ce dernier trouve Marceline trop fragile pour voir ses enfants.
La secte commence à avoir des ennuis avec le fisc, tandis que la trésorière du Temple du Peuple a pour tâche de déposer des millions de dollars sur des comptes bancaires secrets en Suisse et au Panama,. En particulier, l'église est soumise à une enquête de l'Internal Revenue Service. En février 1976, le Temple du Peuple crée l'Apostolic Corporation, association religieuse qui concentre les biens des fidèles. Le 4 mars 1977, l'IRS refuse d'exempter cette organisation de taxes, estimant que sa nature n'est pas exclusivement religieuse. Le mois précédent, Gene Chaikin, avocat du Temple, a prévenu que les maisons de retraite et les programmes communaux gérés par l'organisation seront eux aussi soumis à l'impôt.

### L'exode vers Jonestown
Dès 1973, Jones dit du Temple qu'il arrivera à a screeching halt (« une fin brutale »). Pendant l'automne 1973, peu après la désertion des Huit Révolutionnaires, Tim Stoen et lui organisent un plan d'urgence au cas où la presse se ferait trop insistante. Le plan consiste à envoyer la Planning Commission au Canada, puis dans les Caraïbes, où elle sera rejointe par les autres fidèles. Les administrateurs de la secte décident finalement de « rester ici en Californie jusqu'aux premiers signes de persécution ouverte de la part de la presse ou du gouvernement ». Jones propose enfin de s'établir au Guyana, qu'il a visité en 1960. Il prépare ses fidèles en leur parlant de l'importance de s'exiler avant d'être condamnés par une dictature américaine ou envoyés en camp de concentration pour Noirs : « Les Juifs auraient dû s'exiler, mais ils sont restés. Ils se sont dit, « Ça ne peut pas nous arriver, Dieu nous a choisis ». Nous, les Nègres, savons bien que Dieu ne nous a pas élus. » Fin 1976, le désaveu des prêtres afro-américains se concrétise lorsqu'ils ajoutent une clause requérant explicitement que leur association, le Black Leadership Forum, ne peut être gérée que par un adulte d'ascendance africaine, ceci afin d'éviter une prise de pouvoir de Jones, qui s'est déjà approprié les fidèles de plusieurs églises historiquement noires.
Le 8 octobre 1973, le conseil d'administration du Temple du Peuple décide d'établir une commune agricole au Guyana et y achète des terres. Le choix du Guyana s'est révélé facile à faire, car il s'agit d'une ancienne colonie britannique où l'on parle anglais, une partie de la population et du gouvernement est noire, et le pays est principalement socialiste,,.
Petit et pauvre, le Guyana est également relativement propice à la corruption. Jones peut faire virer des millions de dollars au gouvernement quand c'est nécessaire, par exemple pour permettre à 500 personnes d'immigrer sans visa en l'espace de quelques semaines. Il ordonne à une membre de la secte d'avoir une relation avec l'ambassadeur du Guyana aux États-Unis. Ils tombent réellement amoureux et ont même un enfant : elle profite régulièrement de la situation pour intercéder en faveur du Temple. Le Guyana voit d'un bon œil l'arrivée des colons californiens : il doit absolument exploiter la zone louée pour éviter une invasion du Venezuela voisin et Jones affirme que l'initiative ne coûtera rien au gouvernement parce qu'il a déjà réservé deux millions de dollars pour l'installation.
Fin 1973, le Temple du Peuple envoie Jones et quelques membres de la Planning Commission à Georgetown, au Guyana, afin de visiter une zone en friche. Jim Jones propose le nom de « Jonestown » pour la colonie, affirmant à ses fidèles qu'il s'agit d'une suggestion d'un membre du gouvernement guyanien qui l'admire. Il envoie un petit groupe de pionniers, majoritairement des volontaires, ainsi que quelques personnes ayant des démêlés avec la justice, pour préparer les 1 500 hectares dont il est propriétaire et y construire les premiers bâtiments de Jonestown. En 1975, on compte une cinquantaine d'habitants à Jonestown, un nombre qui croît rapidement. Aux États-Unis, Jonestown est vue par la presse comme un kibboutz multiethnique peuplé par des volontaires.
En février 1977, le gouvernement américain annonce son intention de mener une enquête fiscale de grande envergure, sans urgence particulière. Au même moment, les services de douane fouillent les colis du Temple après avoir appris de la part d'anciens membres que la secte veut envoyer des armes au Guyana. Ils ne trouvent rien, mais envoient le rapport de la fouille au département d'État des États-Unis et à Interpol pour information.
Le mois suivant, le journaliste Marshall Kilduff commence à enquêter sur Jim Jones, et le Temple du Peuple essaie d'interdire les services religieux aux journalistes. En 1977, Marshall Kilduff publie un long article à charge contre le Temple, regroupant des témoignages d'anciennes victimes des sévices corporels mentionnant le manque de liberté et la façon dont Jones utilise le sexe pour manipuler ses fidèles. Un témoin raconte que Curtis Buckley, un enfant de douze ans membre de la secte, est mort parce qu'on a voulu le guérir en posant la photo de Jones sur sa poitrine plutôt qu'en le faisant soigner. La communauté estime que ces articles sont une conspiration du FBI, de la CIA, d'Interpol et des médias. Jones clame que, comme tout vrai prophète, il est victime de la haine des extrémistes. Le 1er août 1977, un article paraît dans le journal New West, relatant une dizaine de témoignages de déserteurs et d'autres abus recensés. Peu avant la publication de l'article, les responsables du journal se disent victimes du vol par effraction de documents sur la secte. L'enquête policière ne trouve pas d'effraction ni d'empreintes suspectes, poussant certaines personnes à penser qu'il s'agit d'un plan marketing du magazine.
Au printemps 1977, l'Internal Revenue Service commence une enquête sur les revenus commerciaux du Temple du Peuple, suspecté d'évasion fiscale. Cette même année, l'Administration de la sécurité sociale s'inquiète du départ des pensions de retraite à l'étranger et demande à la Poste de la prévenir en cas de changement d'adresse pour le Guyana. Le service postal prend l'initiative de renvoyer les chèques directement au gouvernement, jusqu'à ce qu'un membre du Congrès fasse rétablir les envois, qui ne sont pas illégaux.
Différentes plaintes sont déposées contre le Temple du Peuple, pour tentatives d'homicide, usage de drogues et détournements de mineurs. Cependant, aucune enquête publique n'est ordonnée par le procureur de San Francisco, lui-même nommé avec l'aide de Jones.
Jones part à Jonestown avec la majeure partie de ses fidèles dès l'annonce de la publication du premier article dans New West, bien que la colonie n'ait pas encore les infrastructures nécessaires pour accueillir cet exode massif. Il enregistre plusieurs cassettes où il prononce des phrases banales comme « Passez-moi Johnny sur la 5 » pour qu'elles soient jouées dans les bureaux américains du Temple du Peuple et que le public le croie resté à San Francisco.
Cent trente-sept personnes vont à Jonestown en juin 1977, dont Jim Jones. En août, 348 personnes partent ; en septembre, la migration est presque terminée. Le dernier départ de groupe compte 54 exilés en mars 1978 et une dizaine de départs s'ajoutent chaque mois jusqu'en octobre 1978. Il ne reste à San Francisco que les personnes sans passeport, celles qui rapportent un salaire élevé au Temple, et quelques administrateurs. Comme personne n'est forcé à partir, certaines rares personnes font le choix de rester sur place malgré la promesse d'un refuge utopique.

## À Jonestown

### Arrivée

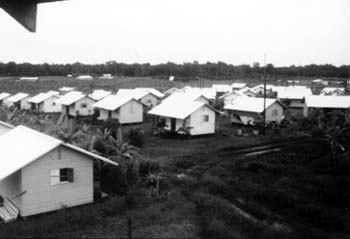
Maisons dans la communauté de Jonestown.

Le gouvernement guyanien loue 11 000 hectares de terres dans la jungle pour une somme symbolique au Temple du Peuple,. Les terres se situent près de la frontière vénézuélienne. L'acte de location est signé en février 1976.
Les personnes souhaitant aller à Jonestown doivent envoyer un dossier médical complet. Tout handicap physique ou psychologique s'accompagne d'un refus d'émigration. Des listes de personnes prioritaires sont établies : d'abord les jeunes hommes et femmes robustes, qui pourront travailler sur le campement. Suivent des adolescents qui ont des problèmes avec la justice californienne. Les tribunaux pour enfants demandent une visite annuelle des adolescents délinquants et l'avocat du Temple, Gene Chaikin, estime que la cour annulera les examens si les enfants sont au Guyana et que leurs parents sont trop pauvres pour les rapatrier. Or, certains parents contactent le détective privé Joseph Mazor en lui expliquant qu'ils ont compris trop tard qu'ils ne reverraient pas leurs enfants après avoir signé leur autorisation de départ du pays : Mazor se renseigne et prépare une action en justice. La dernière catégorie est celle des personnes âgées dont la pension servira à financer Jonestown plutôt que les maisons de retraite des Jones. Le montant de ces pensions s'élève à 36 000 $ par mois.
Jones et quelques proches arrivent à Georgetown fin 1974 et évaluent l'avancement du camp. Le 30 décembre, Jones organise un culte avec des guérisons à Georgetown. Cette initiative déplaît aux membres du Temple : beaucoup d'entre eux espéraient qu'avec l'arrivée au Guyana, les mensonges utilisés pour recruter disparaîtraient pour laisser place à une utopie honnête, comme promis par le pasteur. Les habitants et officiels de Georgetown sont également peu enthousiastes à la suite de ces faux miracles. Apprenant que les « guéris » sont des membres de la secte déguisés, le pasteur de l'église hôte prévient tous les religieux de la ville, qui refusent dès lors d'accueillir Jim Jones dans leurs paroisses pour d'autres cultes.
Jusqu'à l'immigration massive de 1977, la vie à Jonestown demande beaucoup de travail physique. La cinquantaine de personnes sur place est pourtant satisfaite de son travail et vit confortablement, dans la bonne humeur. Cependant, avec l'arrivée massive de nouveaux habitants, les besoins de la population dépassent rapidement les capacités des infrastructures à disposition. Les journées de travail s'allongent pour construire de nouveaux dortoirs surpeuplés. La cuisine, construite pour quelques dizaines de personnes, doit nourrir plus de mille personnes et les files d'attente deviennent extrêmement longues : parfois, il faut retourner au travail sans avoir eu le temps de manger.
Le fonctionnement de la communauté se dégrade rapidement. La construction d'habitations et d'infrastructures nécessite un travail acharné. Le manque d'expérience et de savoir-faire des fidèles ainsi que le manque de nourriture rendent la vie à Jonestown difficile malgré des ressources financières importantes : en effet, les millions de dollars du Temple sont entreposés sur des comptes bancaires dans des paradis fiscaux plutôt que dépensés pour de la nourriture ou des médicaments. Le point d'eau potable le plus proche est à 11 kilomètres du camp. Jonestown compte un quart de personnes de plus de cinquante ans et un tiers de jeunes de moins de vingt ans, et la ville de 1 200 habitants dépend donc d'un petit nombre de travailleurs surmenés.

### 1977-1978: vivre à Jonestown
Le pavillon central est une grande structure sans murs extérieurs et avec un toit de tôle. Comme son nom l'indique, le bâtiment est au centre de Jonestown : toute la vie sociale du campement s'y déroule. C'est toujours l'endroit où Jones effectue ses sermons plus longs. Il fait diffuser à longueur de journée ses discours portant désormais uniquement sur le communisme, la persécution du Temple du Peuple ainsi que la perspective d'une apocalypse nucléaire imminente sur des haut-parleurs situés de façon qu'il soit impossible de ne pas les entendre dans Jonestown. Lorsque les haut-parleurs sont éteints, il prononce ses sermons en personne, rassemblant tous les habitants dans le pavillon.
C'est aussi dans ce pavillon central que le groupe de musique Jonestown Express se produit. Le groupe est invité à des concerts dans le reste du Guyana. Les membres du groupe répètent en face du studio radio de Jonestown et ont l'habitude d'enregistrer des chansons : à ce jour, de nombreux enregistrements musicaux peuvent être écoutés en ligne. Leur style musical s'apparente à la soul et ils jouent leurs compositions sur des guitares, des basses, des percussions, des saxophones. Les chansons sont interprétées par Diane Wilkinson, accompagnée par les sœurs Martha et Shirley Hicks qui la remplacent régulièrement. Le répertoire comprend des chansons originales, ainsi que des reprises de tubes tels que I've Just Seen a Face de The Beatles et Keep on Dancing des The Jackson Five.
Juste à côté du pavillon, deux pièces servent d'école aux enfants. L'école est divisée en deux groupes de niveau sans distinction d'âge : un groupe s'adresse aux enfants ne sachant pas encore lire et écrire, l'autre à une éducation plus avancée. Cette école est accréditée par le gouvernement guyanien en mars 1978 : l'accréditation est obligatoire au Guyana, le pays n'autorisant pas l'instruction à domicile. Les adultes ne sont pas en reste : ils doivent passer des tests de connaissances sur le socialisme et ceux qui ratent les épreuves, dont une épreuve sur les actualités, suivent des cours de rattrapage. Tous les habitants de Jonestown, peu importe leur âge, suivent des cours de russe pour se préparer à l'éventualité d'un déménagement en URSS.
Autour du pavillon central et des deux pièces d'instruction, cinq grands dortoirs hébergent les enfants difficiles, les femmes célibataires et les vieillards. Deux autres bâtiments principaux sont l'Aile Est, qui héberge les visiteurs ponctuels, et l'Aile Ouest, où vit la famille Jones.
Les nouveaux arrivants à Jonestown doivent effectuer deux semaines de travail agricole, quelle que soit leur spécialisation. Cela a pour but de leur apprendre à respecter tous les travailleurs, y compris les moins qualifiés. La terre est de mauvaise qualité, très difficile à cultiver. Les arbres fruitiers tendent à produire des fruits minuscules et amers, et il faut marcher plus de 11 kilomètres pour pêcher. Les colons parviennent cependant à faire pousser des grandes quantités de manioc : la plante sert à fabriquer un sirop épais utilisé pour la cuisine, la lessive et la nourriture des cochons. Ces derniers ne sont tués et mangés qu'en présence de visiteurs prestigieux. Le taro, les ananas et les bananes sont aussi cultivés en masse. La nourriture est essentiellement végétarienne : on se nourrit généralement de gruau de riz, avec parfois des haricots, des fruits et des légumes.
Les fidèles du Temple du Peuple ont droit à une douche de deux minutes en extérieur à la fin de leur journée de travail, qui dure onze heures ou plus. Ils travaillent de 6 h 30 à 18 h tous les jours avec environ une heure de pause pour déjeuner. Après le travail, il faut participer à une activité obligatoire : jouer avec les enfants, un cours de socialisme, une réunion de planification ou encore regarder un film. Cette activité prend fin à 23 h. Chaque dimanche, les habitants du camp accueillent des Amérindiens qu'ils soignent et divertissent gratuitement. Jones interrompt cette tradition en août 1977, estimant qu'elle le met en danger.
Les membres du Temple envoient régulièrement des lettres à leurs anciens proches qui ne font pas partie de la secte. Ces lettres quémandent presque toujours de l'argent et sont quasi identiques d'une personne à l'autre : toutes font l'éloge de Jones, aucune ne mentionne les conditions de vie au campement, que ce soit de façon positive ou négative. Plusieurs jeunes femmes annoncent leurs fiançailles avec Larry Schacht, le médecin du Temple. L'objectif de cette fausse information est de rassurer leurs parents, ravis d'apprendre qu'elles vont épouser un bon parti. Le révérend entraîne ses fidèles à passer des fausses interviews où il joue le journaliste, afin de s'assurer que personne ne dira quoi que ce soit de négatif à la presse.
En août 1977, Jones tire des coups de feu dans la jungle et revient en affirmant avoir échappé de peu à une balle de sniper. Il fait réveiller tous les habitants de Jonestown et les rassemble pour leur annoncer que la CIA et les forces paramilitaires guyaniennes sont en route pour le campement. Pendant les six jours qui suivent, les fidèles se relaient pour monter la garde et empêcher les forces militaires (fictives) d'arriver jusqu'à Jones,. Sur le camp, l'événement est surnommé « le siège de six jours ».
Après ce siège, Jones réveille régulièrement ses fidèles en pleine nuit pour leur annoncer que l'apocalypse est imminente et qu'il faudra un jour effectuer un suicide révolutionnaire afin de faire passer un message militant au gouvernement américain. Au cours de ces « nuits blanches », les habitants de Jonestown doivent passer plusieurs heures à écouter le discours de leur pasteur et sont sanctionnés s'ils s'endorment, malgré l'heure tardive et leurs efforts physiques de la journée. Au printemps 1978, ces « nuits blanches », qui font partie de la routine du Temple, changent de nature : pour la première fois, tous les habitants de Jonestown doivent boire du jus de fruits que Jones dit empoisonné avant de revenir sur ses propos plusieurs heures plus tard.
Les habitants sont régulièrement forcés à exprimer leurs « gratitudes », dans lesquelles ils doivent dire en quoi ils sont reconnaissants envers Jones. Il force ses fidèles à écrire leurs peurs les plus profondes, et réalise ces peurs dans une pièce du pavillon central de Jonestown lorsqu'ils désobéissent aux ordres ou le remettent en cause. Les enfants désobéissants reçoivent des décharges électriques, sont enfermés dans un puits abandonné pendant plusieurs heures, ou doivent manger des piments rouges ou les insérer dans leur rectum comme punition. Une punition commune est la « Boîte », une pièce de six pieds sur quatre (1,2 m sur 1,8 m) où des personnes sont enfermées plusieurs jours. Marceline Jones fait des trajets réguliers à San Francisco pour y gérer l'église et n'est pas souvent à Jonestown, mais quand elle découvre l'existence de la Boîte sans pouvoir s'y opposer, elle obtient au moins que des infirmières vérifient les signes vitaux des prisonniers toutes les deux heures.
Huit habitants de Jonestown meurent de causes naturelles entre août 1977 et novembre 1978. Sept des morts sont des adultes de 63 à 78 ans, le huitième est un bébé qui ne survit que 18 jours, Marshawn Cobb. En décembre 1977, c'est Lynetta Jones, la mère du pasteur, qui décède,. Eugene Chaikin, un ancien avocat du groupe devenu dissident, est enfermé dans l'unité de soins intensifs de Jonestown sous chlorpromazine. D'autres personnes droguées à la chlorpromazine sont Barbara Walker, accusée d'avoir attaqué Stephen Walker qui ne répond pas à ses avances, Shanda James, peut-être parce qu'elle a refusé de répondre aux avances sexuelles de Jones, Christine Talley pour la même raison, Vincent Lopez, qui essaie de s'enfuir de Jonestown, Charlie Touchette qui se plaint ouvertement et pourrait devenir dissidente. En raison de sa réclusion, il est possible que Chaikin soit mort avant le 18 novembre et que personne n'ait annoncé le décès.

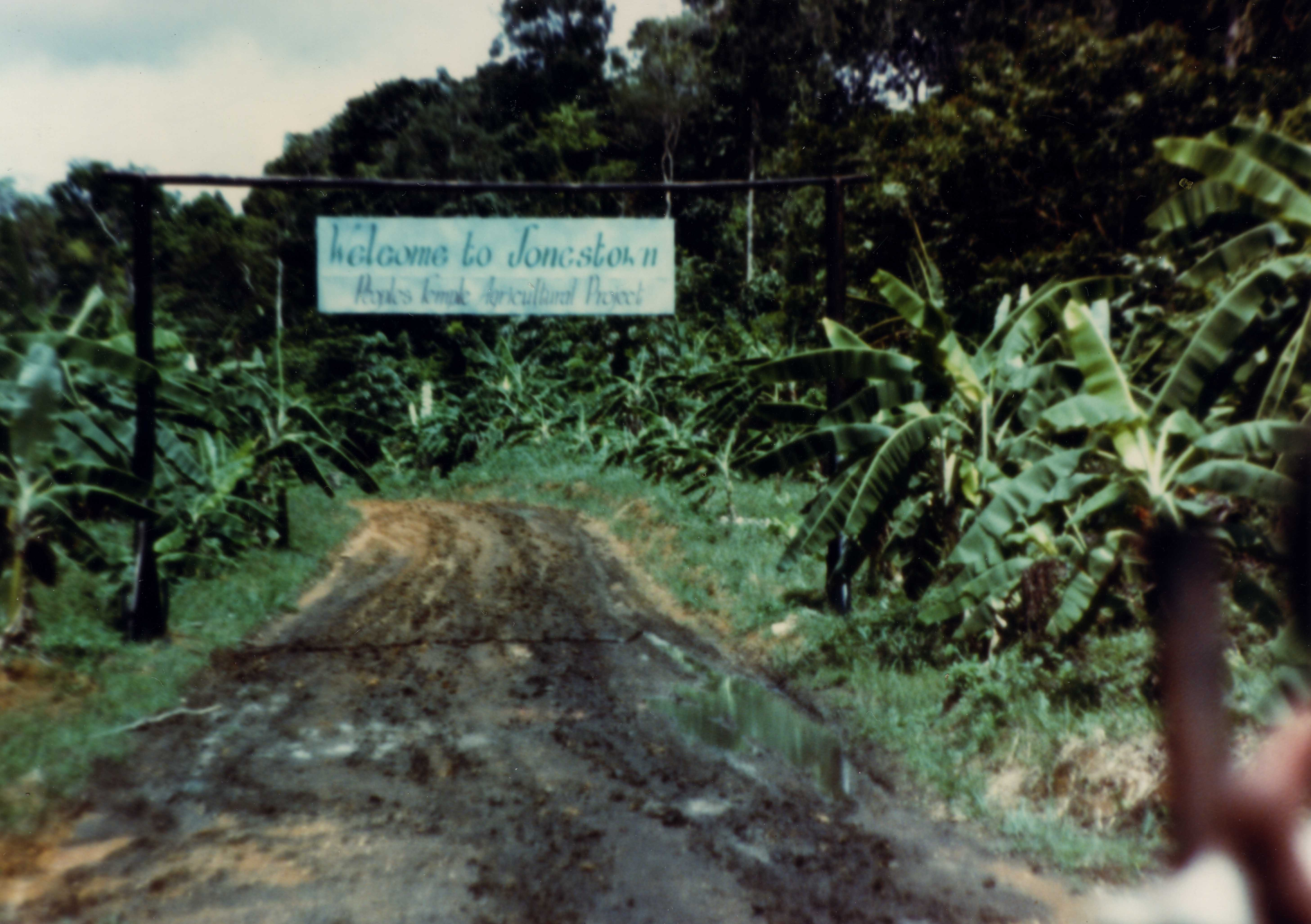
Entrée de Jonestown.

Très peu de fidèles songent à s'échapper, et ceux qui souhaitent partir sont retenus par la surveillance des autres membres et par l'isolement géographique de la colonie. En effet, les nouveaux arrivants se voient confisquer leur passeport et leurs possessions personnelles, et quand bien même ils pourraient fuir, ils n'auraient rien pour survivre dans la jungle hostile autour du camp. De même, quand quelqu'un part travailler à Georgetown, un de ses proches est retenu sous surveillance à Jonestown pour l'encourager à revenir. En novembre 1977, Jones affirme que toute la population du Guyana est prévenue qu'elle doit signaler des éventuelles défections et ramener les fuyards au campement. Plusieurs de ses enregistrements mettent en garde la population contre un suicide individuel, affirmant qu'il s'agit d'un gâchis et d'un acte contre-révolutionnaire. Jones met en place un programme de surveillance à grande échelle. Aux États-Unis, les membres de sa garde fouillaient les poubelles et écoutaient les appels téléphoniques des autres fidèles : cette fois, les membres de la secte qui se plaignent sont sujets aux délations puis punis sévèrement en public. Il annonce aussi qu'il enverra des membres du camp se plaindre auprès d'autres pour vérifier la loyauté de chacun.
Les personnes qui tentent de s'enfuir sont majoritairement blanches, avec des ressources sociales et financières qui leur permettent de vivre confortablement en Amérique du Nord. Les populations les plus pauvres ne veulent souvent pas retourner dans une Amérique raciste où leur vie était très difficile. Les plus vieux Afro-américains sortis du ghetto grâce au Temple, en particulier, bénéficient d'une meilleure vie à Jonestown : en échange de leurs allocations mensuelles de la sécurité sociale, ils sont hébergés et nourris convenablement et ne craignent plus d'être victimes d'un crime. De plus, ils sont dispensés de travailler : ils peuvent contribuer aux projets de la commune ou s'occuper d'un petit jardin, et ont le droit de randonner, de regarder des films ou de lire des livres à la bibliothèque.
À ce stade, Marceline Jones et les fils du révérend affirment vouloir préparer un coup d'État pour le tuer, mais sont convaincus que le peuple de Jonestown ne les laisserait pas faire ou que la situation ne changerait pas malgré la disparition du dirigeant. Jimmy Jones, jusque-là loyal à son père, lui en veut de l'avoir séparé de sa petite amie en l'envoyant sans elle à Georgetown et commence également à s'opposer à lui. Les stratégies auxquelles les Jones réfléchissent consistent à faire passer sa mort pour un rappel auprès de Dieu ou par son état de santé fragile ; finalement, Lew et Jimmy Jones s'opposent à l'idée, qui est abandonnée. Stephan Jones affirme plus tard avoir accepté de changer d'avis parce que « j'avais l'impression que [les personnes âgées] n'avaient rien d'autre. [Elles] avaient besoin de ce messie, d'un sens à leur vie ». Stephan, en particulier, s'oppose ouvertement à son père, et ses protestations interrompent plusieurs nuits blanches : lors d'une des premières d'entre elles, il lui ordonne d'arrêter « parce que tu fais souffrir les gens pour rien ».
Le médecin Carlton Goodlett diagnostique à Jim Jones une coccidioïdomycose progressive, lui annonçant qu'il lui reste quelques mois à vivre. Jones prend des quantités phénoménales de barbituriques, et on en retrouvera par ailleurs une dose normalement mortelle dans le sang de son cadavre. Sa voix devient rauque, il avale ses mots et ne parvient pas toujours à finir ses phrases, en raison de l'impact des drogues sur son organisme. Parfois, il ne parvient même pas à lire ses notes écrites.
Le groupe réfléchit à partir à Cuba ou en URSS, mais ne reçoit pas d'encouragements de ces pays : Feodor Timofeyev, l'ambassadeur soviétique à Georgetown, explique à Sharon Amos qu'il a bien transmis l'appel à l'aide du Temple, mais qu'il revient à Moscou de décider d'un éventuel déménagement.

## Chute: événements du 18 novembre 1978

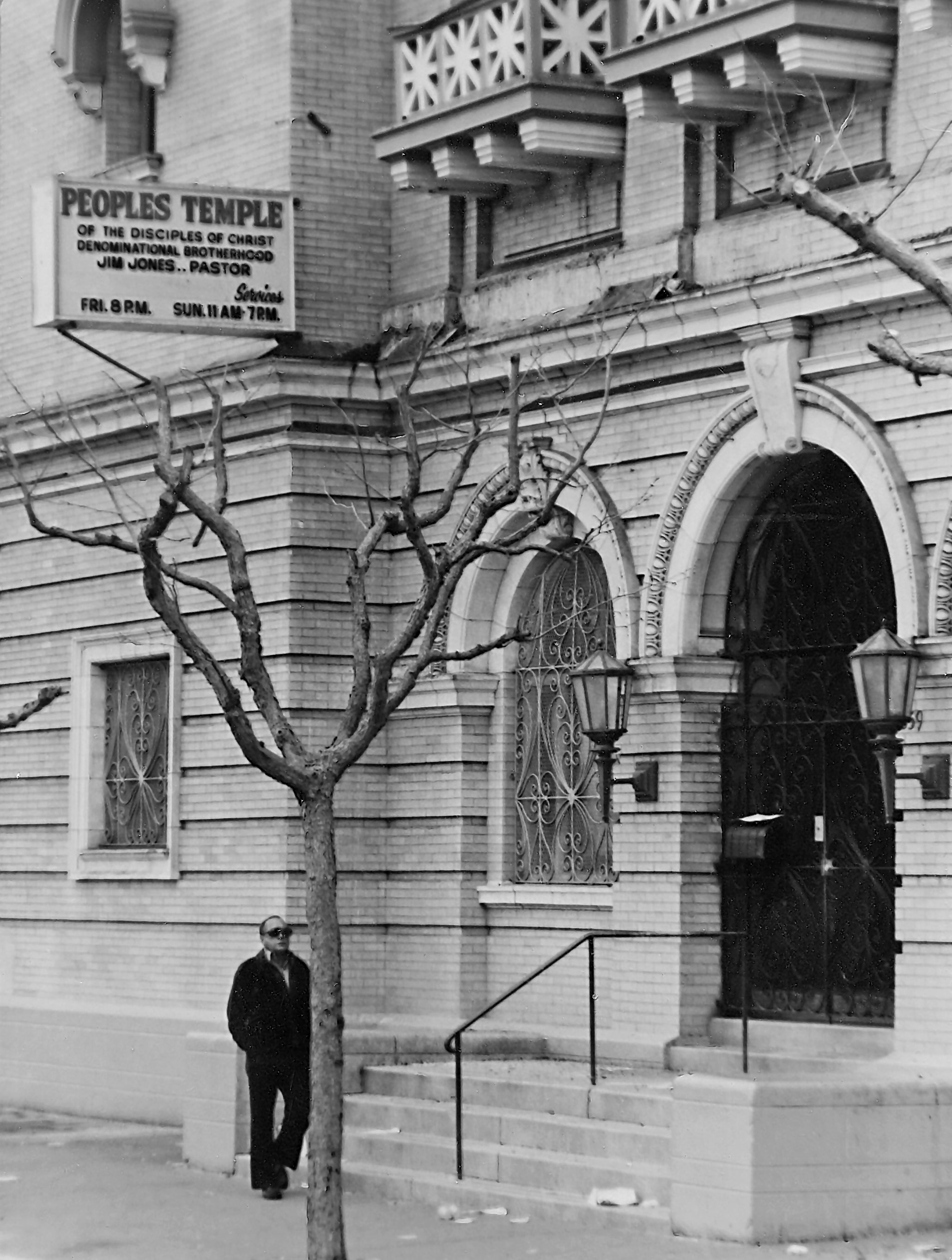
Les bureaux du Temple du Peuple à San Francisco en 1978.

### Enquêtes de 1977
Joseph Freitas, procureur de San Francisco, lance une enquête de six semaines le 18 juillet 1977 et emploie 5 enquêteurs de la police de San Francisco. Les enquêteurs ont plus de 70 entretiens avec des témoins et anciens membres du Temple du Peuple, mais aucune nouvelle information que ce qui a déjà été publié dans la presse. Les membres de l'église avec qui ils essaient de discuter disparaissent mystérieusement du jour au lendemain.
Les enquêteurs de la police de San Francisco se tournent alors vers d'autres agences. Ils apprennent que le FBI a choisi de ne pas enquêter, malgré des plaintes d'anciens membres et de proches des fidèles. Une personne du bureau du secrétaire d'État de Californie enquête sur une utilisation illégale d'actes notariés, tandis que le département des Douanes fait des recherches sur une possible contrebande d'armes à feu au Guyana. Enfin, la sécurité sociale se renseigne sur une fraude possible.
Malgré toutes ces pistes, l'enquête de six semaines arrive à son terme sans informations concluantes et est abandonnée. Cette enquête a de nombreuses lacunes : elle se termine avant que les enquêteurs n'aient parlé avec Tim Stoen, haut placé dans la secte, et est ralentie par l'exode à Jonestown et le manque de bonne volonté de certains témoins.
Le rapport d'enquête indique que « rien dans ce mémorandum ne devrait être lu comme une approbation des pratiques du Temple du Peuple, dont beaucoup sont au moins de mauvais goût et soulèvent nombre de questions morales mais d'ordre non criminel ». Le rapport n'est rendu public qu'un an plus tard.
À la suite de cette enquête et alors que le climat à Jonestown devient plus tendu, le Temple du Peuple embauche l'avocat Charles Garry, connu pour ses opinions marxistes et pour avoir défendu le Black Panther Party.
L'association Concerned Relatives (« Familles Inquiètes »), qui vise à rapatrier les membres de Jonestown partis sans l'accord de leur famille et à dénoncer les abus psychologiques et sexuels commis par Jim Jones, écoutent les communications radio des membres du Temple du Peuple. Lorsque les membres du Temple du Peuple constatent cela, ils changent de fréquences d'émission : or, ils utilisent des fréquences illégales. La Commission fédérale des communications leur envoie un avertissement et des transcriptions de discussions internes témoignent d'une volonté de faire « tout arrêter » au Temple du Peuple, qu'ils comparent plusieurs fois à la scientologie,,,,,.

### Affaire John-Victor Stoen
Grace Stoen est la conseillère psychologique en chef du Temple. Son mari, Tim Stoen, est l'avocat principal de la secte et un membre haut placé de la Planning Commission. Le 25 janvier 1972, ils ont un enfant, John-Victor Stoen,.
Le 6 février, Tim signe une déclaration sur l'honneur affirmant qu'il est stérile et que le père de l'enfant est Jim Jones. Il affirmera plus tard penser que la déclaration serait conservée dans un dossier privé, comme toutes les autres fausses déclarations visant à assurer la loyauté des fidèles. Pour Marceline Jones, il n'est pas invraisemblable que l'enfant soit effectivement de son mari notoirement adultère.
Grace Stoen quitte le Temple du Peuple, renonçant à son fils, tandis que Tim Stoen reste auprès de Jones pendant plusieurs années. À Jonestown, il prétexte une charge de travail importante pour passer le plus de temps possible à Georgetown. En mars 1976, il demande à son père de lui ouvrir un compte bancaire pour préparer son retour aux États-Unis. Le 12 juin 1977, il prend l'avion pour New York et devient un des plus grands opposants du Temple du Peuple.
Bien que divorcés, les Stoen entament ensemble une bataille légale pour récupérer leur fils, John-Victor. Le 26 août 1977, la cour de Californie accorde la garde de l'enfant à Grace Stoen. Le 10 septembre, Jim Jones reçoit un mandat d'arrêt : il envisage de se suicider mais change d'avis quand le gouvernement guyanien lui assure que le mandat s'arrête aux frontières américaines. Une semaine plus tard, les États-Unis envoient une lettre au ministre des Affaires étrangères du Guyana. Le 6 octobre, l'avocat guyanien Lionel Luckhoo inverse la décision, arguant que le contrat donnant la garde de l'enfant à Joyce Touchette est toujours en vigueur. Il faut donc annuler ce contrat avant de décider de qui, des Stoen ou de Jones, peut garder l'enfant. Le 18 novembre 1977, le verdict est confirmé : si Jones revient en Californie sans rendre John-Victor à ses parents, il sera arrêté.
Au sein du temple, John-Victor est présenté comme un Dieu-enfant, tandis que les Stoen intègrent l'association Concerned Relatives (« Familles Inquiètes »), qui vise à rapatrier les membres de Jonestown partis sans l'accord de leur famille et à dénoncer les abus psychologiques et sexuels commis par Jim Jones. Ce groupe est constitué d'une douzaine de membres.
Les Stoen portent plainte auprès du gouvernement guyanien, constatant que la justice américaine ne les mène nulle part. Les inspecteurs guyaniens arrivant à Jonestown dans le cadre de l'enquête sont chassés par des fidèles armés de fusils et de machettes. Le gouvernement guyanien demande l'arrestation de Jones en septembre 1977. Jones commence alors à craindre que le gouvernement du Guyana ne le livre à la CIA et ne rapatrie la communauté entière, et dans une lettre aux autorités guyaniennes et américaines, il les menace d'un suicide collectif à Jonestown si l'enquête se poursuit.
En février 1978, en l'absence de résultats, Tim Stoen décide de faire appel à la presse. Le 17 février, Jim Jones appelle le reporter Tim Reiterman à sept heures du matin et sur sa ligne personnelle pour son droit de réponse, mais il dévie systématiquement des questions posées. Lorsque Reiterman demande un enregistrement audio des réponses de Jones, le Temple lui envoie une transcription où manquent des passages entiers, qui pourraient nourrir l'argumentation des Stoen. Lorsque Reiterman refuse de publier ces informations manifestement censurées, le Temple le menace d'un procès, sans suite.
Le 14 mars 1978, les Concerned Relatives publient une lettre ouverte envoyée au Congrès des États-Unis. Cette lettre, écrite par une fidèle du Temple du Peuple au Guyana, affirme qu'il « vaut mieux même mourir qu'être harcelés de continent en continent ». À la même époque, le procès en appel de la famille Stoen commence. Le 12 août 1978, le juge Audrey Bishop abandonne l'affaire après avoir subi des pressions de la part des deux camps opposés : le procès doit recommencer à zéro.
Le 25 septembre 1978, Jim Jones écrit une lettre au président Jimmy Carter. En cinq pages, il explique être le père de John-Victor Stoen, racontant en détail comment Tim Stoen l'a supplié de faire l'amour à Grace qui n'aurait pas été satisfaite des performances sexuelles de son mari.

### Enquête de Leo Ryan et fusillade

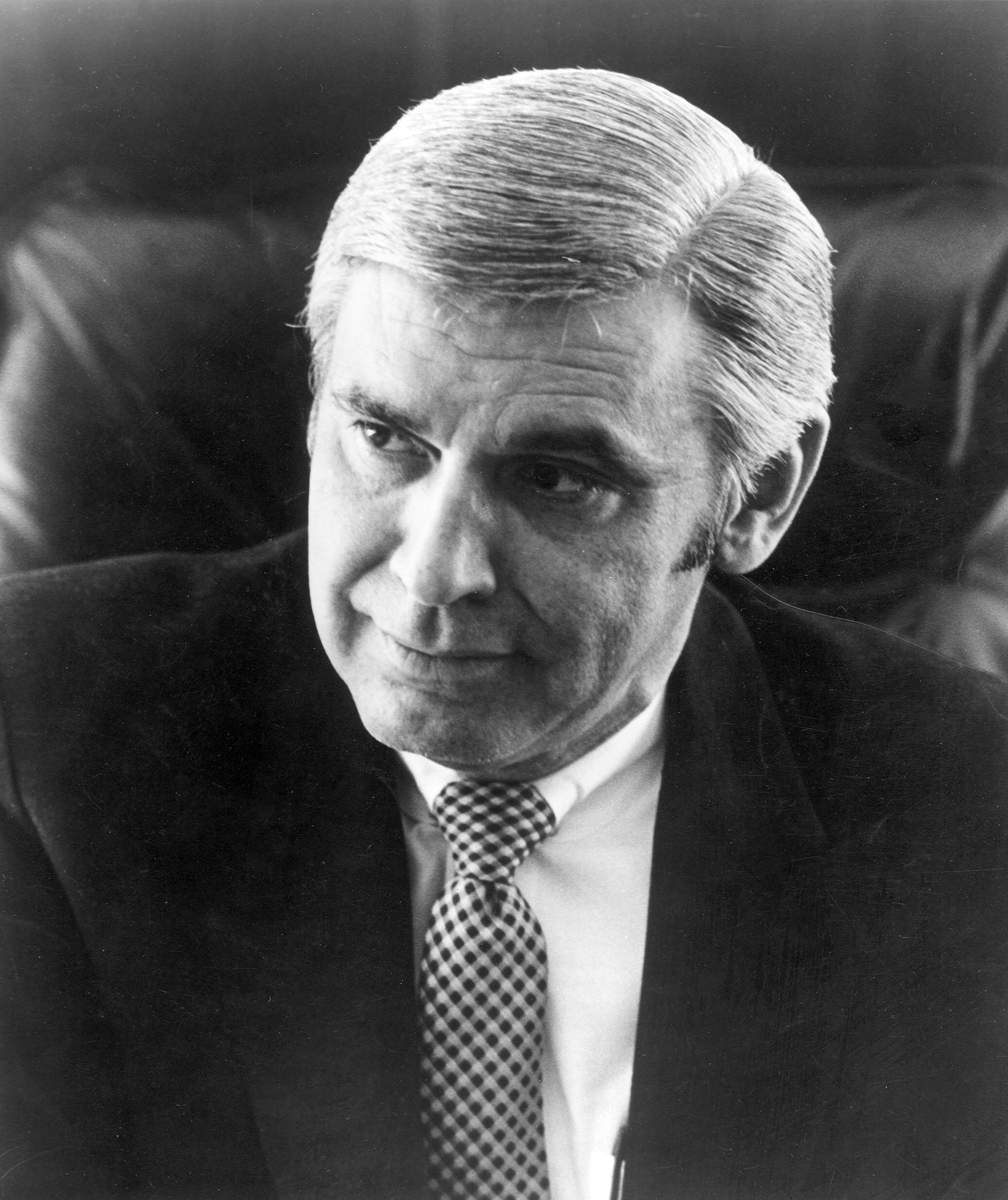
Leo Ryan, le représentant de Californie au Congrès qui enquête sur Jonestown en novembre 1978.

En juin 1978, une ancienne fidèle, Deborah Layton, raconte sa vie à Jonestown et les simulations de suicide collectif sans être prise au sérieux par les membres du Congrès devant lesquels elle se présente,. L'avocat de la famille Stoen s'appuie sur son témoignage pour souligner la menace qui pèse sur les enfants du Temple, y compris John-Victor, mais la lettre se perd en cours de route et n'arrive jamais au département d'État.
Pendant l'été 1978, la mère d'un fidèle écrit à plusieurs reprises à des représentants du gouvernement, dont le représentant californien au Congrès des États-Unis Leo Ryan. Le fils en question répond par lettre que sa mère s'oppose seulement à son mariage avec une femme noire.
Tandis que l'ambassade américaine refuse de visiter Jonestown, Kathy Hunter, journaliste de l’Ukiah Daily Journal qui avait rédigé une chronique extrêmement positive sur la secte à son arrivée à Ukiah, décide de s'y rendre seule. Quand elle arrive à Georgetown, elle apprend que le Temple lui tient rancune d'articles plus récents sur les Concerned Relatives. Son visa est annulé alors qu'elle est déjà sur place et pendant son séjour, son hôtel est évacué chaque nuit en raison d'alertes à la bombe. Elle finit par rentrer bredouille aux États-Unis.
En mai 1978, Leo Ryan exprime pour la première fois sa volonté de se rendre au Guyana avec quelques journalistes et avocats, en partie parce que beaucoup de membres de la secte viennent de sa juridiction. Une autre motivation à se rendre à Jonestown vient de la mort de Bob Houston. Narcoleptique, ce dernier cumule deux emplois épuisants dont l'intégralité des salaires revient au Temple du Peuple. Le 5 octobre 1976, il s'endort sur des rails au travail et est écrasé par un train. Une théorie du complot veut que Houston ait été assassiné après avoir exprimé sa volonté de quitter le Temple du Peuple. En effet, il n'y a aucun témoin, les faits se produisent en dehors de la zone de travail habituelle de Houston et ses gants de protection sont restés dans son casier. La rumeur n'est jamais avérée, mais suffit à piquer la curiosité de Ryan, d'autant plus que ce dernier est proche du père de Houston.
Le 15 septembre, Ryan constitue le groupe de visiteurs de Jonestown, formé d'un médecin, d'un journaliste et des membres des Concerned Relatives. Ses assistants lui suggèrent d'éviter de les emmener pour une première visite et de les remplacer par un psychologue. Le 3 octobre 1978, Tim Stoen, excédé par la lenteur des procédures administratives, annonce sa décision de se rendre à Jonestown pour y reprendre son fils. Il ajoute son intention d'attaquer le département d'État pour son manque de réaction au témoignage de Deborah Layton. Le lendemain, Ryan demande l'autorisation gouvernementale de voyager en novembre.
Le 1er novembre 1978, Ryan écrit une lettre à Jones pour le prévenir de son arrivée prochaine. La même semaine, Stephan Jones quitte Jonestown avec son équipe de basketball, qui doit affronter l'équipe nationale guyanienne à Georgetown. Jones rappelle l'équipe à Jonestown le 7 novembre, mais Marceline intercède en faveur des joueurs et ils sont autorisés à rester dans la capitale jusqu'à la fin du mois,.
Le 9 novembre 1978, Leo Ryan reçoit une lettre signée par plus de 800 fidèles qui s'opposent à sa visite, à celle de la presse et à celle des Concerned Relatives, dont quelques-uns font finalement partie du convoi.
En parallèle de ces événements et sans que Ryan en soit informé, deux témoignages s'ajoutent à ceux déjà existants. Leon Broussard, fraîchement échappé de Jonestown, corrobore le témoignage de Deborah Layton. De son côté, le consul Douglas Ellice visite le camp le 7 novembre. Pendant sa visite, il observe que Jones ne parvient plus à finir ses phrases et accuse une forte fièvre. Il ajoute que tous les habitants de Jonestown vont bien et que personne ne veut quitter le campement, y compris les proches des Concerned Relatives,.
Le groupe mené par Ryan arrive sur le sol guyanien le 14 novembre 1978, mais reste coincé trois jours à l'ambassade des États-Unis, bloqué par les autorités et le refus de Jones d'accueillir les visiteurs. Le 15 novembre, le Temple du Peuple publie un communiqué de presse affirmant qu'il est hors de question d'accueillir la délégation de Leo Ryan. Le Temple qualifie la visite de « mise en scène pour créer de la propagande contre la communauté de Jonestown ». Le lendemain, Leo Ryan se rend sans prévenir au bureau du Temple du Peuple à Georgetown. Il y rencontre Sharon Amos, qui assure aux enquêteurs, proches et journalistes que la vie est idyllique à Jonestown, tandis que l'ambassadeur affirme ne pas pouvoir intervenir,. Jones et ses avocats, Mark Lane et Charles Garry, font de leur mieux pour empêcher le groupe de venir à Jonestown. Quand Ryan annonce qu'il prendra l'avion pour Port Kaituma l'après-midi même, avec ou sans permission, Lane et Garry poussent Jones à accepter la visite. Le voyage est cependant écourté et ne doit durer qu'une journée.
Le groupe peut enfin faire le voyage le 18 novembre 1978 et est reçu par un homme armé qui les tient en joue pendant près d'une heure, à l'exception de Ryan et de son assistante, qui sont immédiatement accueillis à la colonie. Quatre Concerned Relatives sont d'abord autorisés à se rendre à Jonestown : deux Noirs et deux Blancs, dont Jim Cobb, l'un des « Huit révolutionnaires ». Finalement, tous les membres de la délégation sont accueillis, à l'exception d'un journaliste dont Jones refuse catégoriquement la visite en raison d'un ancien article à charge contre le Temple. Jones et son équipe exposent leurs projets agricoles et leur font faire une visite de la ville,, invitant le chœur de Jonestown à chanter et organisant un dîner. Tim Reiterman demande à Jones pourquoi il ne veut pas emmener John-Victor Stoen aux États-Unis seulement pour la durée du procès, ce à quoi Jones répond « Je ne pourrais pas tuer un enfant. (…) Il a dit qu'il se suiciderait s'il devait retourner avec sa mère ».
Jim Jones autorise la commission d'enquête à parler librement avec les habitants. À un moment, un groupe de journalistes mené par Charles Krause insiste pour visiter un bâtiment dont on veut leur interdire l'accès, et il s'agit d'un dortoir surpeuplé de vieilles femmes. Don Harris, reporter pour NBC, reçoit une note qui dit « Aidez-nous à sortir de Jonestown », signée par Vern Gosney et Monica Bagsby. Ryan confronte Jones à ce sujet, sans obtenir de réponse. Un homme demande à quitter Jonestown avec ses deux enfants, mais sa femme refuse de partir : voyant qu'il ne peut pas la convaincre, il choisit finalement de rester sur place. Jones essaie enfin de retenir la famille Parks, membre de la secte depuis l'époque d'Indianapolis. Il leur propose de prendre en charge leur départ et leur retour aux États-Unis à condition qu'ils restent quelques jours de plus, afin que leur départ ne soit pas associé à la visite de la délégation. La famille refuse la proposition,.
Leo Ryan est quant à lui étonné de voir aussi peu de départs : il affirme qu'il s'attendait à près d'une centaine de défections plutôt que seulement quinze, ce qu'il considère comme un bon point pour le Temple : il relativise les estimations inquiètes des opposants au Temple. Jones, de son côté, voit les quinze départs comme une catastrophe : onze autres personnes ont fui le camp le matin même et ces vingt-six départs sont vécus comme une trahison. Ryan affirme qu'il ne voit aucun problème à laisser Jonestown continuer son activité, même s'il leur recommande de s'ouvrir au monde extérieur et qu'il compte rapatrier immédiatement les personnes en ayant fait la demande. Il ajoute, pour rassurer Jones : « Il pourrait y avoir 200 personnes qui demandent à partir et je serais quand même impressionné par cet endroit ». Don Sly, un fidèle, attaque Ryan au couteau, mais est arrêté par l'avocat de la secte, Mark Lane, et Ryan en sort indemne,,,. Jones, témoin de la scène, n'a pas bougé : lorsque Ryan se relève, il ne pose qu'une question, « est-ce que ça change tout ? », à laquelle Ryan répond « Ça ne change pas tout, mais ça change certaines choses ». Tim Carter, un fidèle du Temple, témoignera plus tard être convaincu que le pasteur a ordonné à Sly de tuer Ryan.
À la fin de la journée, Leo Ryan, les journalistes, les avocats et seize adeptes qui souhaitent retourner aux États-Unis quittent Jonestown pour rejoindre l'aéroport de Port Kaituma. Larry Layton, un fidèle, feint de vouloir lui aussi quitter le camp et accompagne le convoi. Son premier plan est de détourner l'avion et de le faire s'écraser en tuant tout le monde à bord, mais ce plan tombe à l'eau quand il découvre qu'il y a deux avions. Deux journalistes surveillent Layton, avertis du fait qu'il n'a jamais semblé remettre Jones en question. En tout, on compte 33 personnes à l'aéroport. Larry Layton sort une arme à feu dissimulée et tire dans l'avion déjà à moitié plein, tandis qu'une demi-douzaine de gardes de Jonestown, arrivés à bord d'un tracteur, sortent des armes à feu et tuent Ryan, un déserteur et trois journalistes,. Un des avions, touché par les tirs, ne peut plus voler ; son moteur est détruit et les pneus crevés. Le deuxième part à vide, laissant les survivants, y compris des blessés graves, dans la jungle. Au total, quatre membres du groupe meurent et douze sont blessés. Larry Layton est arrêté par quelques Guyaniens présents à l'aérodrome, qui s'attendaient, sur avertissement de Jones, à ce que la délégation soit composée de membres de la CIA lourdement armés. Les secours ne pouvant pas atterrir de nuit, ils arrivent le lendemain à Port Kaituma.

### Suicide collectif de Jonestown
Le 18 novembre 1978, les fidèles vivant à Georgetown, dont Sharon Amos et Stephan Jones, reçoivent l'ordre de « venger le Temple » après la défection de 16 personnes plus tôt dans la journée. Perplexes, Stephan Jones et deux de ses camarades décident de rendre visite aux Concerned Relatives, qui logent dans un hôtel voisin, pour savoir s'ils sont en mesure d'éclairer ces propos en expliquant la situation. L'information de la fusillade ne s'est pas encore répandue.
À Jonestown, le pasteur a compris qu'il n'échappera pas à une enquête approfondie sur le meurtre de Leo Ryan. Il craint que les déserteurs ne racontent les conditions de vie du camp aux autorités américaines, détruisant alors sa défense. Il lance enfin le plan de suicide collectif, dit « suicide révolutionnaire », répété maintes fois à Jonestown. Les infirmières du Temple préparent un mélange de cyanure de potassium et de limonade de marque Flavour-Aid, une version britannique bon marché du Kool-Aid. Ce mélange comporte aussi de grandes quantités de médicaments, en particulier du Valium, du Phenergan et de l'hydrate de chloral.
Les parents sont d'abord forcés à empoisonner leurs enfants. Ils ne sont pas forcément aussi loyaux que les adultes et Jones estime qu'il peut à la fois tester la détermination des adultes et obtenir l'obéissance des enfants de cette façon. Sa réflexion principale est qu'un adulte ayant tué son enfant perd sa raison de vivre, ce qui le rend à son tour docile. C'est ensuite au tour des mères d'ingérer le poison.
Pendant que les premières victimes boivent le poison, Jim Jones improvise un dernier discours. Ce discours n'a aucune variation importante par rapport à ses annonces habituelles de suicide collectif. Cependant, l'habitude veut que les fidèles obéissent sans protester. Cette fois, la situation change : une fidèle afro-américaine d'une soixantaine d'années, Christine Miller, s'oppose à Jones et argumente longuement pour la survie du groupe. Elle rappelle que le groupe avait prévu de fuir à Cuba ou en URSS et demande des nouvelles de ce projet. Elle plaide ensuite pour épargner les enfants. Elle enchaîne au total six arguments, tous écartés par Jones ou par d'autres fidèles, et elle finit par céder. Mark Lane, présent pendant le massacre, affirme que « l'écrasante majorité des gens hurlait Non  », ce qui est contredit par l'enregistrement du dernier discours qui montre au contraire les fidèles huant Miller. Marceline Jones se rebelle contre son mari, s'exclamant entre autres : « Tu ne peux pas faire ça ! » devant tous les membres du Temple du Peuple. Lane et Garry, les avocats du Temple, négocient leur survie auprès de gardes armés en expliquant qu'il faut des orateurs pour « raconter la vraie histoire du Temple du Peuple » et le réhabiliter auprès du public après le suicide.
Il est possible que les fidèles n'aient pas immédiatement compris qu'il ne s'agissait pas d'une des simulations de suicide habituelles, en tout cas jusqu'à ce que les enfants et les personnes âgées ne commencent à agoniser. Il est également possible que les membres du Temple du Peuple aient été légèrement drogués pendant le repas quelques heures plus tôt : les dissidents sont souvent matés avec des croque-monsieur saupoudrés de calmants, et ce même repas a été servi à midi. La panique commence à se généraliser seulement une fois que les enfants commencent à pleurer et à crier sous l'effet du poison. Un témoin indique aussi avoir vu des personnes traînées de force jusqu'aux cuves et des enfants forcés à boire à nouveau la potion qu'ils ont recrachée. Les rares autopsies conduites ne montrent pas de signes de lutte, mais un nombre non négligeable de victimes a subi une injection dans le dos, probablement en tentant de fuir,. On retrouve aussi des coupures sur les omoplates d'un certain nombre de cadavres, qui pourraient indiquer une contrainte physique lors de l'événement. La police guyanienne estime que la majorité des fidèles a reçu une injection ou été forcée à boire.

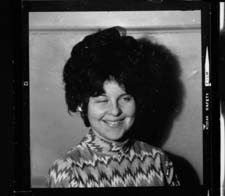
Sharon Amos, seule morte adulte à Georgetown et responsable de la mort de ses trois enfants.

À Georgetown, Sharon Amos, qui a entendu les ordres de Jones, appelle la branche du Temple du Peuple à San Francisco, qui rassemble encore quelques dizaines de fidèles malgré la perte de popularité du Temple aux États-Unis, pour lui ordonner le suicide collectif. L'antenne américaine ayant l'habitude de recevoir ce genre de messages, elle décide d'attendre pour s'assurer qu'il s'agit bien des ordres définitifs. À Georgetown, Amos égorge ses trois enfants avant de se suicider. Il est probable qu'elle ait tué les enfants surtout pour qu'ils ne soient pas remis à leur père, un ennemi du Temple du Peuple, après son suicide. Deux des trois fils de Jones dans l'équipe de basketball à Georgetown, Tim et Jimmy Jones, tentent de se rendre à Jonestown pour interrompre les suicides, sans y parvenir. Stephan Jones, le troisième fils présent, appelle le bureau de San Francisco toutes les demi-heures pendant la nuit, se relayant avec son ami Lee Ingram, pour leur dire de ne pas suivre les consignes reçues.
Lorsque les autorités, alertées par les survivants, arrivent à Jonestown, elles découvrent un sol jonché de gobelets en plastique et les cadavres de 909 membres du Temple du Peuple, dont ceux de Jim Jones et de sa famille et ceux de 304 enfants et adolescents,. La dernière personne morte pendant la nuit est probablement l'infirmière Annie Moore, tuée par balle après avoir écrit une lettre qui se termine par « we died because you would not let us live in peace » (« nous sommes morts parce que vous ne nous avez pas laissé vivre en paix »). Une vingtaine de survivants sont retrouvés et s'ajoutent à quelques dizaines de personnes à Georgetown, soit un total de 87 personnes : à part Sharon Amos, personne n'a obtempéré aux ordres de suicide de Jones en dehors de Jonestown. Plusieurs membres du service de sécurité armé de Jones ont survécu : ils ont reçu l'ordre de forcer les autres à boire le poison, mais ne l'ont pas bu une fois toute surveillance disparue.
Parmi les survivants figurent aussi deux cas fortuits. Le premier est celui d'un homme sourd, Grover Davis, qui ne comprend ce qu'il se passe qu'en voyant les enfants empoisonnés et se cache dans un puits jusqu'au lendemain matin. Une vieille femme, Hyacinth Thrash, se rebelle contre Jim Jones et refuse d'aller à l'appel, retournant se coucher en pensant ne rater qu'une énième simulation : elle se réveille quand un garde armé hurle à une autre femme de sortir de son dortoir pour boire le breuvage et se cache sous son lit,.
Pendant la nuit du massacre, quelques heures après les derniers décès, Jim Jones fait fabriquer une dernière cassette audio, nommée Q875 par le FBI. Il y enregistre différentes dépêches radio sur la fusillade de Ryan à l'aéroport. En fond, plusieurs personnes s'expriment, dont sa maîtresse Maria Katsaris, ce qui prouve que ce dernier groupe est mort après le reste de la population. Une théorie veut que Jim Jones ait voulu échapper à la mort : il a prévu d'être l'un des derniers survivants de tous les habitants de Jonestown et les gardes armés survivants devaient l'emmener à l'aéroport de Port Kaituma et l'évacuer. Aucun élément concret ne corrobore ni n'infirme cette théorie. Jones est finalement tué d'une balle dans la tempe : l'arme à feu se trouve à plusieurs mètres de lui et on ne sait pas qui a tiré,.

### Découverte des corps

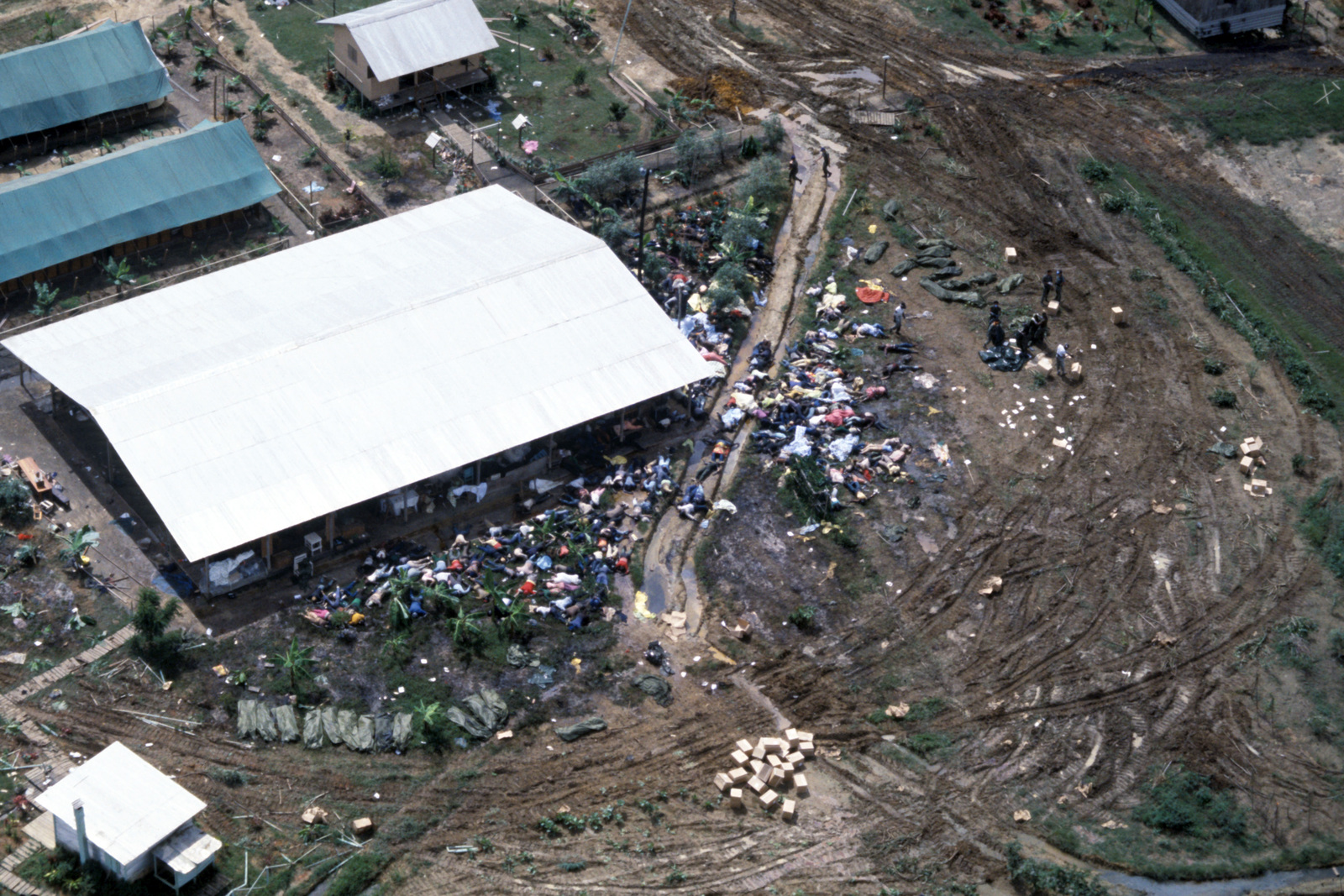
Vue aérienne des victimes du suicide de masse de Jonestown.

Un homme du camp, Oddell Rhodes, parvient à s'échapper pendant l'empoisonnement, et il arrive à Port Kaituma à minuit. Il téléphone alors à la police de Georgetown, qui informe les autorités nationales des morts. Elles-mêmes en informent l'ambassade américaine. À 3 h 29 le 19 novembre 1978, la Maison-Blanche reçoit un télégramme : « CIA NOIWON reports mass suicides in Jonestown » (« La section NOIWON de la CIA rapporte un suicide de masse à Jonestown »).
Un contingent de 120 militaires guyaniens arrive le 19 novembre à Jonestown. Prévenus de la fusillade de l'aéroport, ils se préparent à combattre les habitants dans un épais brouillard, mais ne trouvent que plusieurs centaines de cadavres. Larry Layton est arrêté à l'aérodrome de Port Kaituma. Michael et Tim Carter ainsi que Mike Prokes sont interceptés sur le chemin de l'ambassade soviétique, où ils se rendaient avec l'argent du Temple.
Le premier rapport de l'armée guyanienne annonce « au moins 383 cadavres, dont ceux de Jones, de sa femme et d'un de ses enfants », puis au fil des informations, le chiffre finit par atteindre 914 corps. En tout, il s'agit de la plus grande perte de vies civiles américaines en un seul événement jusqu'au 11 septembre 2001. Beaucoup de photos publiées par la presse montrent des corps regroupés par familles, se tenant parfois par la main ou les épaules, les enfants parfois dans les bras des adultes. Cependant, il est possible qu'il s'agisse de mises en scène post-mortem, ou que des journalistes aient choisi de prendre des photos de ces quelques cas plutôt que de la majorité.
Seulement sept autopsies sont réalisées. Le gouvernement demande l'autopsie de Jim Jones, des familles demandent celle de Larry Schacht, Maria Katsaris, Carolyn Layton et Annie Moore, et deux corps sont sélectionnés au hasard pour une autopsie, ceux de Richard Castillo et de Violet Dillard. La grande majorité des familles ne demandent pas à rapatrier ou à faire autopsier les corps des victimes, pour plusieurs raisons. La première est que les membres de la secte ont dû briser tous liens avec leurs proches, la deuxième que le Guyana est un lieu pauvre et loin des États-Unis, ce qui rend tout renvoi fastidieux et très cher, et qu'il n'y a pas l'obligation fédérale de pratiquer une autopsie comme en Amérique du Nord. Un certain nombre de médecins légistes propose des autopsies bénévoles, des propositions qui ne reçoivent aucun écho du gouvernement même après le rapatriement des corps dans le Delaware par l'armée. D'après les autopsies, les victimes sont décédées depuis longtemps et les résultats ne sont pas toujours exploitables : avec le temps et la putréfaction des corps, beaucoup d'indices disparaissent. Tous les autres cadavres ont été embaumés avant d'être transportés, ce qui rend leur autopsie impossible. L'absence d'autopsie est très décriée, en particulier parce que l'année précédente, 300 corps ont été autopsiés dans le cadre d'un accident d'avion : deux raisons mentionnées par des médecins légistes sont le fait que les victimes sont majoritairement noires et l'idée que des morts dans le cadre d'une secte est la juste conséquence de « ce qu'ils cherchaient ». Une troisième raison est l'inefficacité de l'appareil bureaucratique international : par exemple, les échantillons prélevés par le gouvernement guyanien sont perdus par l'ambassade américaine.
Marceline Jones et son fils Lew sont enterrés au cimetière d'Earlham à Richmond, en l'absence de Stephan et Jimmy, qui sont enfermés au Guyana, et de Suzanne, depuis longtemps séparée de sa famille. Les cendres de Jones sont dispersées dans l'océan Atlantique au printemps 1979.

## Après le 18 novembre 1978

### Le Temple du Peuple et ses membres
En décembre 1978, le Temple du Peuple perd son statut d'organisation religieuse et caritative. Le grand public découvre alors les comptes de la secte et ses millions de dollars stockés dans des comptes en banque du monde entier, en particulier au Guyana et au Panama. La vente des biens et la saisie des fonds de l'église servent à financer, entre autres, le rapatriement des cadavres et les dommages et intérêts versés à Jackie Speier, touchée de cinq balles pendant l'embuscade de Port Kaituma, dont deux ne peuvent être retirées de son corps. Il faut cinq ans pour terminer la redistribution des 10 millions de dollars du Temple.
En mars 1979, le responsable des relations publiques du Temple du Peuple, Mike Prokes, organise une conférence de presse lors de laquelle il déclare : « Je ne peux pas me désolidariser des personnes qui sont mortes, et je ne le veux pas. Ils n'étaient pas des fanatiques manipulés ou sectaires ; le Temple n'était pas une secte ». Il se tue quelques minutes plus tard d'une balle dans la tête, sans terminer son brouillon d'un livre pour défendre le Temple du Peuple après le massacre. Plusieurs autres membres de la secte, dont Stephan Jones et Debbie Touchette, argumentent pour la séparation de Jim Jones et des projets agricoles et caritatifs du Temple, qu'ils continuent à voir de façon positive.
En 1983, Laurence Mann, l'ambassadeur des États-Unis en Guyana, tue sa femme, l'ancienne fidèle Paula Adams, puis leur fils, avant de se suicider. La même année, Richard Cordell, dont la femme et les quatre enfants sont morts à Jonestown, se suicide. L'année suivante, Tyrone Mitchell, dont les parents et les quatre sœurs sont morts à Jonestown, est l'auteur d'une fusillade d'école, tuant une petite fille et blessant treize enfants avant de se suicider.
Elmer et Deanna Myrtle, qui ont changé de nom après leur défection par peur des représailles pour se faire appeler Al et Jeannie Mills, sont très engagés contre le Temple du Peuple et les sectes en général. Ils sont assassinés à leur domicile en 1980. L'enquête conclut à un crime sans rapport avec le Temple.
La dernière personne à quitter le Guyana est Chuck Beikman. Il retourne en Indiana en 1983 après avoir purgé une peine de 5 ans de prison, accusé d'avoir participé à la mort de Sharon Amos et de ses trois enfants. Larry Layton passe deux ans en prison au Guyana avant d'être jugé, et il est acquitté au cours de son procès. Il a en effet tiré sur plusieurs personnes à l'aéroport, mais toutes ses victimes ont survécu et il n'est donc pas coupable de meurtre. Il est rapatrié aux États-Unis et est jugé deux fois de suite : il est acquitté lors du premier procès, mais est condamné à perpétuité pour le deuxième. En 2002, il sort de prison, dix-huit ans après son incarcération et après six années de campagne pour sa libération de la part de ses proches et de certaines victimes de la fusillade de Port Kaituma, convaincues qu'il a subi un lavage de cerveau l'empêchant d'être responsable de ses propres actions.
Les anciens membres du Temple du Peuple ayant vécu à Ukiah, San Francisco ou Los Angeles sont interrogés par le FBI et les polices locales. Les survivants de Jonestown sont aussi interrogés par le FBI avant de pouvoir reprendre une vie civile normale. Quelques membres du Temple restent au Guyana jusqu'en mai 1979 pour gérer l'administration du Temple du Peuple et superviser ses derniers fidèles, puis retournent aux États-Unis.
Les personnes qui ont survécu au massacre du Guyana ont beaucoup de mal à se réinsérer dans la vie civile et en particulier à trouver un travail. Elles sont victimes de harcèlement, sous la forme en particulier d'accusations d'avoir causé ou laissé faire le meurtre des autres fidèles. Certaines juridictions de Californie refusent d'enterrer les victimes, dont les corps sont finalement envoyés à l'Evergreen Cemetary d'Oakland. Beaucoup d'anciens fidèles choisissent de vivre ensemble pendant plusieurs mois afin de se réacclimater au monde contemporain. Grace Stoen accueille plusieurs survivants chez elle dans cet objectif. Il faut une quinzaine d'années pour que la plupart d'entre eux acceptent de collaborer avec les chercheurs et les journalistes.

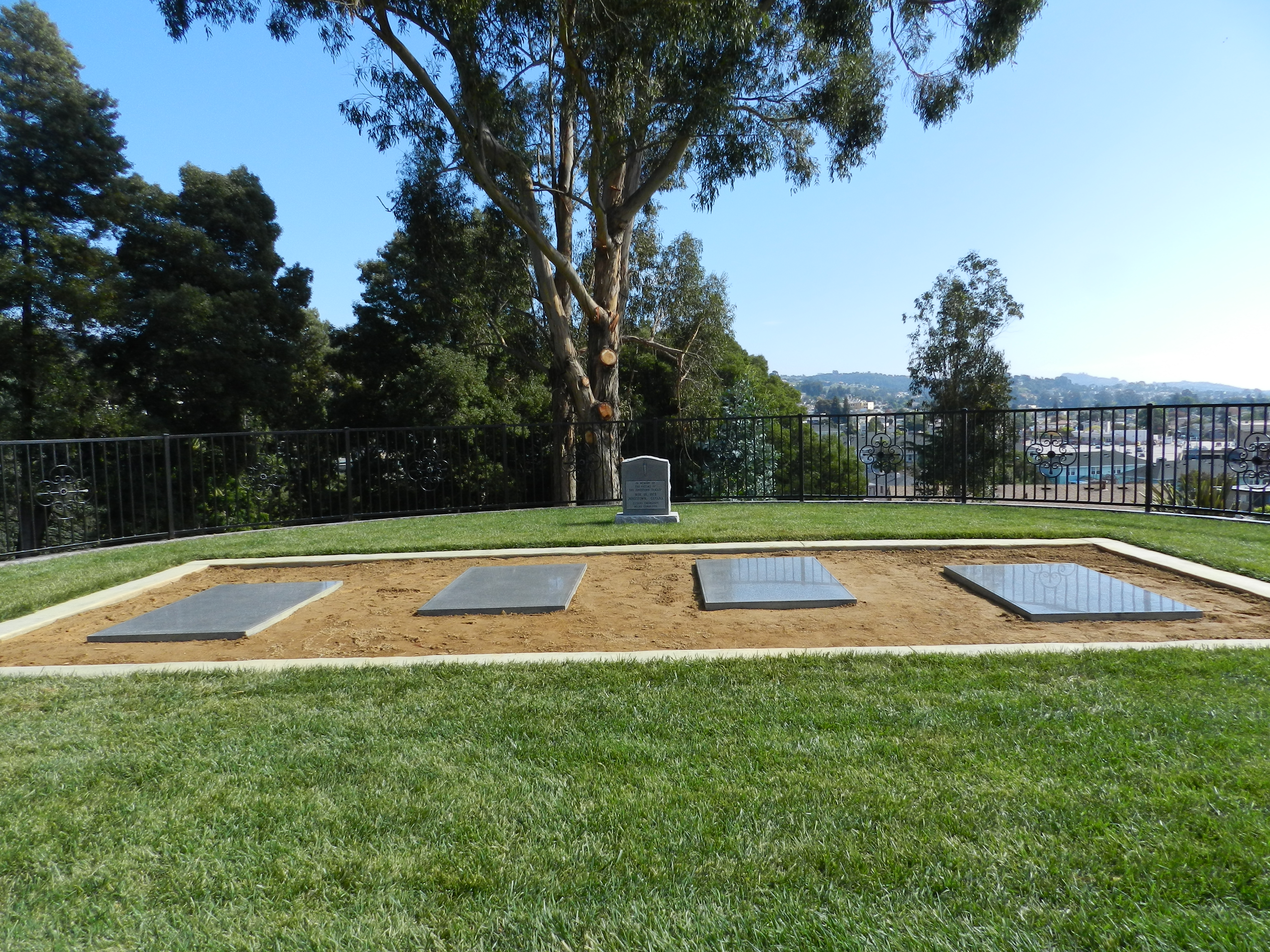
Plaque commémorative au Evergreen Cemetery d'Oakland, en Californie.

La fille de Leo Ryan, Patricia Ryan, devient présidente du Cult Awareness Network, une association de lutte contre les sectes.
Le 29 mai 2011, une plaque est érigée au cimetière d'Oakland, où près de la moitié des corps sont enterrés dans une fosse commune,. 20 000 dollars ont été levés en trois mois par le Jonestown Memorial Fund pour financer ces travaux l'année précédente : les principaux coordinateurs de la levée de fonds sont Jimmy Jones, John Cobb et Fielding McGehee, le mari de Rebecca Moore, qui est la sœur de Carolyn Layton et Annie Moore et l'une des principales autrices au sujet de Jonestown. La plaque liste le nom de 918 morts, mélangeant Jim Jones, ceux qui ont suivi ses ordres et ceux qui les ont subis. Cette plaque devient un sujet de polémique en raison de l'absence de discrimination entre bourreaux et victimes. Certains survivants se réunissent chaque année au Evergreen Cemetery le 18 novembre et pour le week-end du 4 juillet, fête nationale des États-Unis.

### Réactions à court terme
En décembre 1978, un tribunal guyanien décide de rechercher des coupables. Un médecin guyanien estime que 700 personnes ont pris le poison contre leur gré (par contrainte ou par injection), soit seulement 200 véritables suicides. Le jury établit d'abord qu'il s'agit d'un suicide de masse, puis change son verdict d'après ce rapport pour décider que toutes les victimes de Jonestown ont été assassinées, à l'exception d'Annie Moore, de Maria Katsaris et de Don Sly, dont les écrits précisent clairement qu'ils se sont suicidés.
En février 1979, 98 % des Américains disent avoir entendu parler du massacre de Jonestown. Il s'agit d'un des pourcentages les plus élevés de l'histoire de l'institut de sondage Gallup.
Le gouvernement du Guyana tient à se dissocier complètement de l'affaire et estime être une cible facile pour le gouvernement et le grand public américains. Sa défense est simple : des personnalités politiques américaines comme Rosalynn Carter et Walter Mondale s'étant publiquement exprimés en faveur du Temple du Peuple, rien n'indiquait qu'ils devraient se méfier d'une organisation aussi appréciée. Un communiqué de presse dédouane l'État guyanien avec les mots suivants : « Les acteurs étaient Américains, le scénario était américain. Le Guyana était la scène, le monde était le public. » Le gouvernement ajoute avoir beaucoup souffert des manipulations de Jones et du Temple du Peuple.
Aux États-Unis, ce sont les acteurs individuels de l'histoire du Temple du Peuple et surtout Jim Jones qui sont remis en cause par la population et par la presse. Les socialistes condamnent Jones et ajoutent que son identité de pasteur dépasse celle de militant, et que la faute revient donc au christianisme. Les chrétiens, en retour, avancent que Jones a beaucoup critiqué la Bible et la religion et que le socialisme l'emporte donc dans la faute. Pour les porte-paroles de la communauté afro-américaine, Jim Jones est un charlatan qui s'est fait passer pour antiraciste, mais a conduit des centaines de Noirs à la mort. Le socialisme est un sujet tabou à l'époque aux États-Unis : Jim Jones a donc su s'appuyer sur la caution religieuse pour attirer de nouveaux fidèles, probablement sans être lui-même croyant : dans ses premières années, il affirme même que « le socialisme apostolique est notre seul espoir contre le communisme » et vote ouvertement pour Richard Nixon.
Les réponses religieuses les plus communes utilisent le massacre comme occasion de rappeler que la Bible ordonne de se méfier des faux prophètes. Le président de l'American Lutheran Church (en) écrit que « comme tous les faux Christs, Jones exigeait une confiance et une allégeance absolues ». L'Osservatore Romano publie que les morts de Jonestown sont « la manifestation d'un pseudo-mysticisme qui trahit la cause du Christ ». Les Disciples du Christ évoquent la possibilité de créer un processus de renvoi d'une église qui relève de leur dénomination, mais ne l'appliquent jamais, le remplaçant par une sélection plus stricte à l'entrée. Les pasteurs afro-américains sont les plus virulents dans leur critique de Jonestown, plusieurs associations chrétiennes noires travaillant à une stratégie de réponse commune. Lors de la Consultation on the Implications of Jonestown for the Black Church and the Nation (« Consultation sur les implications de Jonestown pour l'église Noire et la nation »), en février 1979 à San Francisco, les pasteurs parlent d'une tragédie « perpétrée sur les masses noires par des dirigeants blancs sans scrupules ni principes ». Ils ajoutent : « En aucun cas ne ne considérons-nous le Temple du Peuple comme une « Église noire ». » Vingt-cinq ans plus tard, certains pasteurs noirs reviennent sur les faits avec plus de recul, estimant que la faute incombe en partie aux églises noires qui n'ont pas su apporter les œuvres concrètes du Temple du Peuple, qui changeaient réellement la vie de leurs fidèles.
D'autres encore cherchent une explication aux événements dans la nature de la société américaine. Le journaliste Shiva Naipaul affirme que les membres du Temple du Peuple ont cherché un cadre dans un contexte de révolution sociale et sexuelle qui leur faisait perdre leurs repères. Il s'agit d'un point de vue répandu, s'appuyant sur la société rapidement changeante des années 1960 en Californie. La thèse est surnommée Only in California (« Seulement en Californie ») par le monde académique.
L'agence de presse soviétique Tass dénonce les « millions de victimes d'une société inhumaine ». Au Japon, les journaux laissent entendre que les populations noires ou pauvres se sont tournées vers le Temple du Peuple pour compenser la frustration de ne pas avoir pu réaliser leur rêve américain.
Il est possible que le peu d'attention portée à la maltraitance des membres du Temple du Peuple pendant et après son existence provienne du fait qu'ils soient noirs. C'est le cas en particulier à Indianapolis, où la ségrégation est encore de mise à l'époque des faits. La journaliste Eunice Trotter affirme que l'affaire a été peu suivie jusqu'au massacre et que les enquêtes ont été peu fouillées en raison de l'appartenance ethnique des victimes.

## Postérité

### Expression
L'expression « Drinking the Kool-Aid » (« Boire le Kool-Aid ») fait référence à une personne qui croit fermement à quelque chose de dangereux et ridicule, généralement sous l'effet d'un esprit grégaire. À l'origine, il s'agit d'une allusion au suicide ou à une mort violente, mais son sens change avec le temps. Elle vient de la marque Kool-Aid, dont le Flavour-Aid utilisé pour l'empoisonnement est une contrefaçon. La marque Kool-Aid étant plus connue du public américain, c'est celle-ci qui devient célèbre,. Deux semaines après le massacre, les sociétés détentrices des marques Kool-Aid et Flavour-Aid affirment que la marque exacte a peu d'importance face au massacre et que le liquide est parfaitement inoffensif.
L'expression est critiquée pour son manque de respect envers les victimes de Jonestown, en particulier celles empoisonnées contre leur gré. À partir des années 1990, elle peut être utilisée dans un sens positif pour parler d'un enthousiasme particulier pour une cause. Elle gagne ensuite en popularité dans le monde des affaires, notamment pour parler de la bulle Internet. En février 2012, un sondage de Forbes établit que l'expression est la plus agaçante de toutes celles utilisées dans le monde des affaires.

### Tourisme noir au Guyana
L'armée guyanienne s'entraîne régulièrement sur le site de Jonestown dans les années qui suivent le massacre. Au début des années 1980, le gouvernement guyanien prévoit d'y héberger près de 10 000 réfugiés hmong qui se sont battus aux côtés des Américains pendant la guerre du Viêt Nam. Or, Jonestown étant situé sur la frontière séparant le Guyana du Venezuela, ce dernier exige l'abandon du plan. En parallèle, le Parti progressiste du peuple s'oppose également à la proposition, suggérant que le gouvernement en place pourrait vouloir constituer une milice hmong pour mater une potentielle révolte populaire. Le gouvernement finit par abandonner le projet,.
En 2009, Indranauth Haralsingh, qui est responsable du tourisme au Guyana, fait poser une plaque commémorative à Jonestown. La plaque indique : « In memory of the victims of the Jonestown tragedy, November 18, 1978, Jonestown, Guyana. » (« En souvenir des victimes de la tragédie de Jonestown, 18 novembre 1978, Jonestown, Guyana. »). En 2015, Jonestown est presque entièrement cachée par la jungle qui y a poussé, et très difficile d'accès : aucune route ne mène de Georgetown au campement et les vols commerciaux pour Port Kaituma sont très peu nombreux.
La région de Jonestown se transforme en zone économique relativement active en raison du « tourisme noir », lié à une curiosité pour les lieux où s'est déroulé le drame, alors même que le campement ne peut pas être visité. En 2010, le Premier ministre guyanien Sam Hinds affirme être intéressé par une proposition d'investissement touristique, mais l'investissement ne se concrétise pas.

### Témoignages et documentaires
Les quatre années qui suivent le massacre de Jonestown voient la publication d'un film, d'un docudrame et de seize livres populaires sur le Temple du Peuple, ses fidèles et Jonestown.
Fin 1978, deux journalistes blessés lors de l'attentat de novembre 1978 publient chacun un livre sur le Temple du Peuple et le massacre de Guyana. Il s'agit de Charles Krause qui publie Guyana Massacre et Ron Javers qui publie The Suicide Cult. Krause, qui ignore tout du Temple du Peuple jusqu'à son voyage à Jonestown avec la délégation de Leo Ryan, décrit sa découverte de Jonestown et l'attaque de l'aérodrome, ainsi que son retour sur les lieux du massacre le 20 novembre. Il publie des documents inédits, dont le témoignage d'une transfuge alertant les autorités et le témoignage d'un adjoint du secrétaire d'État à la Justice justifiant la passivité américaine. Javers, quant à lui, travaille avec Marshall Kilduff, déjà expert du Temple du Peuple. Kilduff est en particulier l'auteur de l'article Inside Peoples' Temple publié en août 1977, qui a causé le déménagement précipité de la secte au Guyana. Interdit de visite au Guyana en raison de sa couverture négative du Temple du Peuple, il forme un binôme avec Javers, qui est envoyé à sa place à Jonestown avec Leo Ryan.
En 1979, Mel White publie un livre intitulé Deceived! The Jonestown Tragedy, puis réalise un documentaire au même titre. Le documentaire montre des entretiens avec plusieurs survivants de la secte et prend le parti d'une interprétation chrétienne des faits.
En 1998, la défectrice Debbie Layton publie son autobiographie, Seductive Poison.
En 2006, Stanley Nelson réalise un documentaire intitulé Jonestown: The life and death of Peoples Temple. Le documentaire reçoit un accueil critique favorable avec un score Metacritic de 79 %. Le film reprend des extraits exclusifs du reportage tourné le matin du 18 novembre 1978 à Jonestown, juste avant la fusillade de Port Kaituma qui voit la mort de Leo Ryan. Le documentaire est diffusé sur la chaine Planète sous le titre " LA MORT D UNE SECTE".
La même année, le documentaire The Final Report sort, mais il reste plus confidentiel.
En 2007, un docudrame canadien intitulé Jonestown: Paradise Lost retrace l'histoire de la secte. Il est racheté et diffusé sur The History Channel.
En 2024, une série documentaire, Cult Massacre: One Day in Jonestown, est diffusée sur Hulu en partenariat avec National Geographic. Elle comprend de nombreuses images et vidéos d'archives inédites jusqu'alors.
En 1986, Eileen Barker publie un article intitulé Religious Movements: Cult and Anticult Since Jonestown dans l'Annual Review of Sociology. La même année, Sture Ahlberg rédige Messianic Movements: A Comparative Analysis of the Sabbatians, the People’s Temple and the Unification Church en Suède. En Italie, Massimo Introvigne publie en 1995 une comparaison entre Jonestown, le siège de Waco et l'Ordre du Temple Solaire.
En 1988, dans le Journal of the American Academy of Religion, David Chidester publie un article sur les rituels d'exclusion et les morts de Jonestown. John Hall étudie plusieurs aspects de Jonestown, entre autres la guerre psychologique, la mobilisation des ressources pour cette guerre ou encore la place de Jonestown dans l'imaginaire collectif. Les chercheurs Rebecca Moore et Fielding McGeehee publient également plusieurs analyses sur le Temple du Peuple.
Au-delà de l'étude des sectes, le massacre de Jonestown est étudié dans sa dimension médiatique. Par exemple, James Cesbro et David McMahan étudient la construction médiatique du suicide de masse dans le New York Times en 2006 dans Communications Quarterly. Stephen Kent publie un article sur le peu d'attention porté à la maltraitance physique des enfants malgré des preuves claires dans le cas de plusieurs sectes, y compris la communauté de Jonestown. D'autres chercheurs, comme Kristian Klippenstein et Enrico Pozzi, se penchent sur le vocabulaire utilisé au sein du Temple du Peuple. Enfin, Archie Jr. Smith publie une interprétation africaine-américaine de l'histoire de la secte.
En 1989, Thomas Robbins différencie deux vagues principales de la littérature académique sur Jonestown. Sa recherche s'appuie sur les écrits d'histoire et de sociologie et exclut les publications en psychologie et psychiatrie. La première vague se penche sur les rituels et l'organisation de la secte, de façon très neutre. La seconde vague cherche à justifier et à expliquer les actes des membres du Temple du Peuple, montrant comment ils ont été exclus de la société pendant et après Jonestown et quel attrait le suicide de masse pourrait avoir pour ces populations. Une troisième vague apparaît dans les années 1990 : elle s'appuie sur les études de genre et ethniques, par exemple avec la publication d'un livre sur la place des femmes dans le Temple du Peuple par Mary Maaga.

### Références artistiques

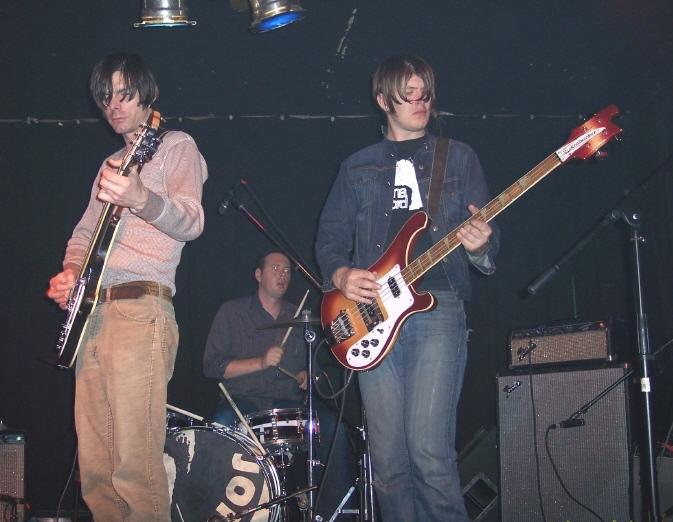
Le groupe The Brian Jonestown Massacre tire une partie de son nom des événements du 18 novembre 1978.